# 132e régiment d'infanterie cynotechnique
Pour les articles homonymes, voir 132e régiment.
Le 132e régiment d'infanterie (132e RI) est un régiment d'infanterie de l'Armée de terre française créé sous la Révolution à partir de la 132e demi-brigade de première formation.

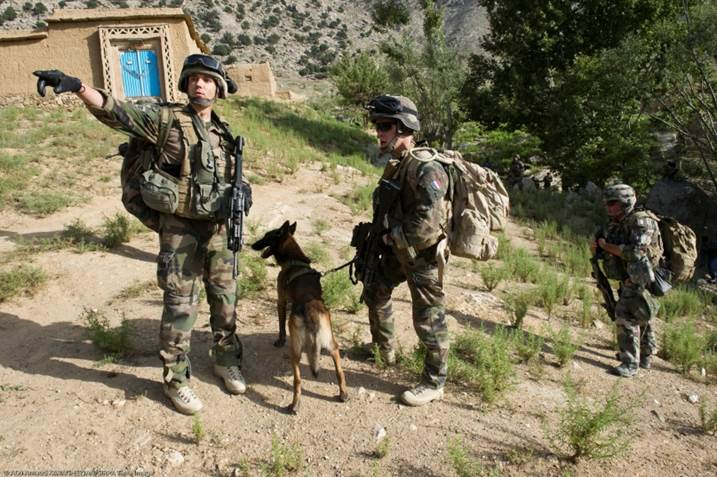
Équipe cynophile en Afghanistan (opération Pamir).

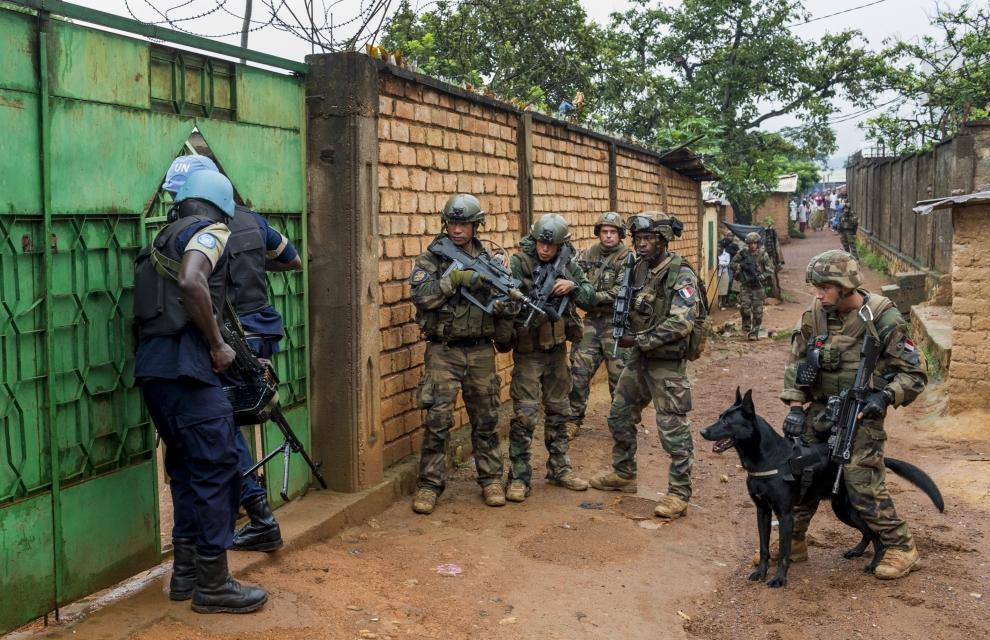
Équipe cynophile en République centrafricaine (opération Sangaris).

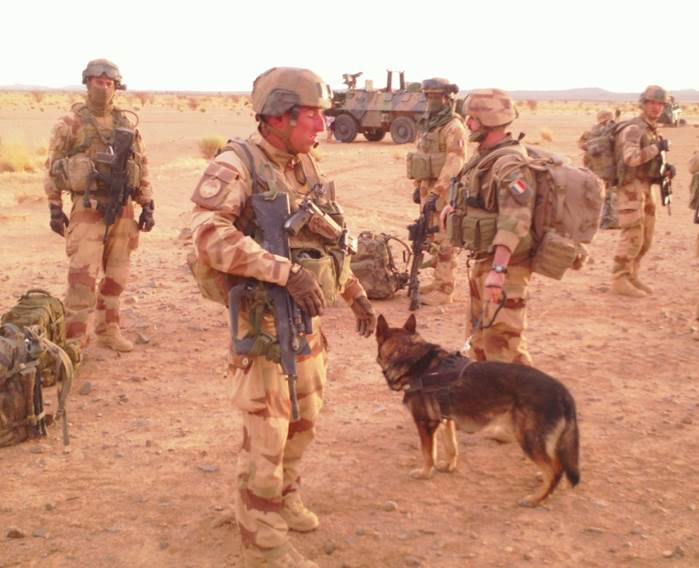
Équipe cynophile au Mali (opération Barkhane).

Chaque unité se rattache aux corps ayant porté le même numéro. C'est ainsi que le 132e régiment d’infanterie cynotechnique (132e RIC) connu jusqu'au 1er juillet 2019, sous le nom de 132e bataillon cynophile de l’Armée de terre (132e BCAT) est actuellement l'héritier des traditions du 132e d'infanterie. Il en a la garde du drapeau. Unité d’infanterie spécialisée, le 132e RIC s’honore d’une double filiation : descendant de la 132e demi–brigade d’infanterie créée en 1794, il est également le dépositaire des savoir-faire des unités cynotechniques développées au sein des groupes vétérinaires.

## Création et différentes dénominations
- 1794 : création de la 132e demi-brigade de bataille à partir du :
  - 2e bataillon du 72e régiment d'infanterie - ex-Vivarais
  - 2e bataillon de volontaires du Cher
  - 5e bataillon de volontaires de la Meuse
- 1796 : dissoute, versée dans la 108e demi-brigade d’infanterie de ligne.
- 1811 : création du régiment pénal de l’Île de Ré formé avec des conscrits réfractaires, par décret impérial du 24 janvier 1811.
- 1812 : le régiment pénal de l'Île de Ré devient le 132e régiment d'infanterie de ligne pour la campagne de Russie, formé à quatre bataillons et trois batteries à pied. La couleur des parements et des revers est bleue avec lisérés jaunes pour différencier les réfractaires.
- 1814 : licencié (dissous) le 21 août 1814
- 29 septembre 1873 : reformation du 132e régiment d'infanterie de ligne à Reims[5]
- 1882 : 132e régiment d'infanterie[5]
- 1914 : à la mobilisation, il met sur pied son régiment de réserve, le 332e régiment d'infanterie
- 1922 : dissous le 15 octobre. Traditions gardées par le 106e régiment d'infanterie.
- 25 août 1936, création du 132e régiment d'infanterie de forteresse dérivé du 4e bataillon du 149e régiment d’infanterie de forteresse.
- 1940 : Dissous.
- 1977 : 132e groupe cynophile de l’Armée de terre.
- 1999 : 132e bataillon cynophile de l’Armée de terre[2].
- 1er juillet 2019 : 132e régiment d’infanterie cynotechnique[2].

## Colonels ou chefs de brigade
- 1794 : Chef de brigade Capella
- 1795 : Chef de brigade Burchin
- 1811 : Colonel Paul Augustin Tridoulat
- 1813 : Colonel Jean-Louis Cailhassou
- 1873 : Colonel Chauchard
- 1877 : Colonel Cottin, J.A[5]
- 1884 : Colonel Régnier
- 1890 : Colonel Hartschmidt, Auguste.
- 1892 : Colonel de Luxer[5],[6], Marie Ernest Charles, né en 1845, décédé le 8 août 1899 à La Baule.
- 1895 : Colonel Jannot
- 1900 : Colonel Vautier
- 1901 : Colonel Geny
- 1902 - 1909 : Colonel Louis Claude Terme (1851 - 1922)(*)[5],[7],[8].
- 1910 : Colonel Huguet
- 24 juin 1912 - 9 novembre 1914 : Colonel Gramat **
- 9 novembre 1914 : Lieutenant-colonel Bacquet Louis Hippolyte Albéric, Saint Cyr (Dahomey 1889 - 1891), décédé le 24 février 1915 à l’hôpital militaire de Verdun des suites de ses blessures, né le 3 mai 1867 à Amiens. Repose à la Nécropole nationale du Faubourg Pavé à Verdun, carré des officiers. Sépulture no 57. Il est remplacé par le chef de bataillon Girard.
- mars 1915 : Lieutenant-colonel Maurel[9].
- 1916 : Lieutenant-colonel Theron
- 1917 : Lieutenant-colonel Theron, grièvement blessé, a été remplacé à la tête du régiment par le chef de bataillon Perret commandant le 1er bataillon.
- 1919 : Lieutenant-colonel Perret
- 1920 : Colonel Plande dit Quinta
- 1936 : Colonel Blanchet
- 1977 : Colonel Antoine
- 1980 : Colonel Girard
- 1982 : Colonel Crouan
- 1984 : Colonel Barthelemy
- 1986 : Colonel Emond
- 1988 : Colonel Durieux
- 1990 : Colonel Henri
- 1992 : Colonel Mariotti(*)
- 1994 : Colonel Monneveu
- 1996 : Colonel Gros
- 1998 : Colonel François
- 2000 : Lieutenant-colonel Ouali
- 2002 : Colonel Guillonneau[10]
- 2004 : Colonel Deuwel[11]
- 2006 : Lieutenant-colonel Chiola
- 2008 : Lieutenant-colonel Seynaeve[12]
- 2010-2012 : Colonel Mircher[13]
- 2012-2014 : Colonel Florin
- 2014-2017 : Colonel Calcagno
- 2017-2019 : Colonel Reynaud[14],[15]
- 2019-2021 : Colonel Leclercq[16]
- 2021-2023 : Colonel Vincent Després
- 2023-2025 : Colonel Cyril Bedez
- 2025- : lt-colonel Régis Vantajol

(*) Officier qui devint par la suite général de brigade.
(**) Officier qui devint par la suite général de division.

## Historique des garnisons, combats et bataille

### Colonels tués et, ou blessés durant leur commandement du132erégimentd'infanterie de ligne
- 2 mai et 28 août 1813 : colonel Tridoulat, blessé

Officiers tués et, ou blessés pendant qu'ils servaient au 132e régiment d'infanterie durant la période 1811 - 1814
- Officiers tués : 4
- Officiers morts des suites de blessures : 5
- Officiers blessés : 50

### Révolution et Empire

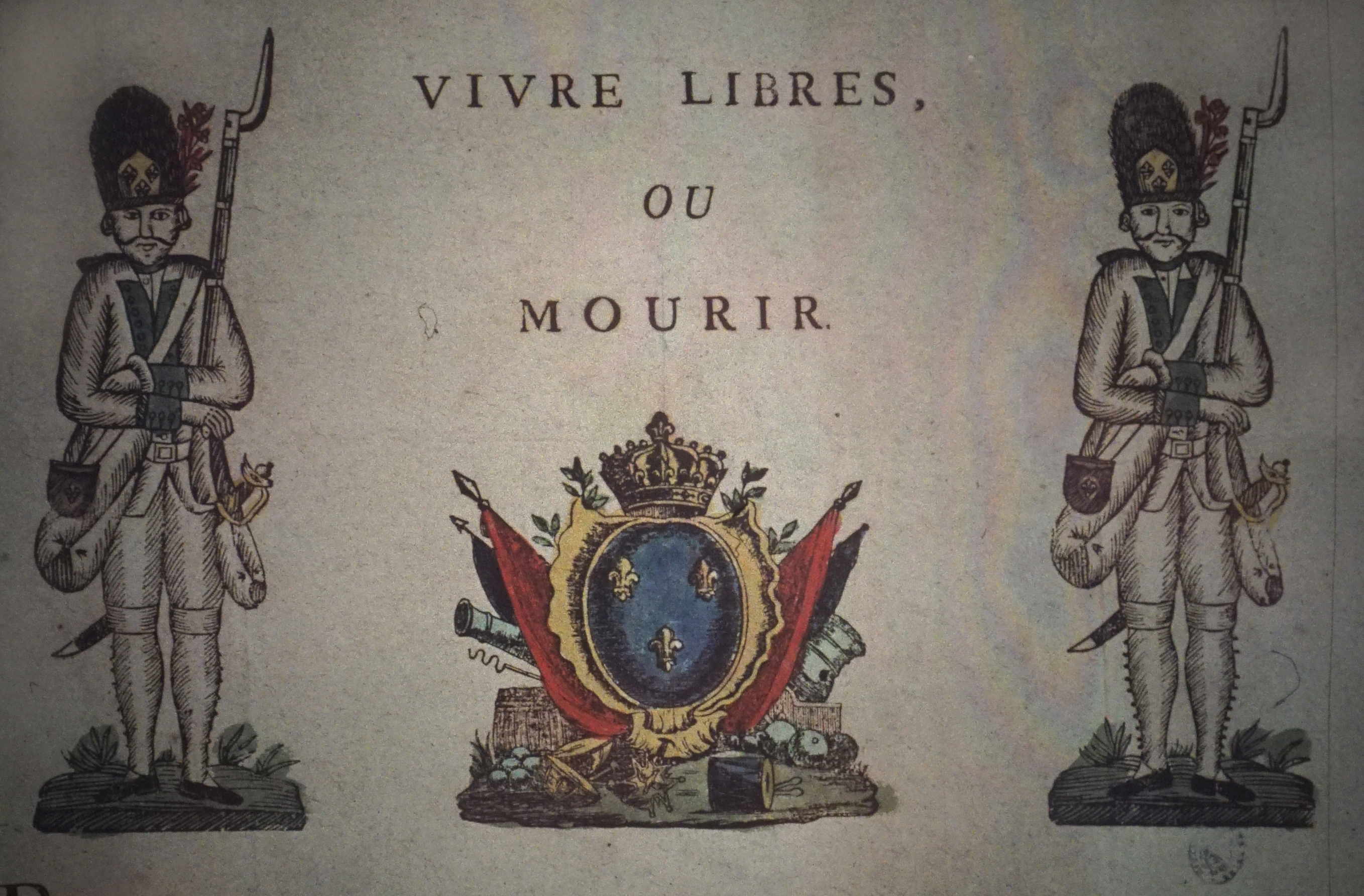
Le, Vivre libre ou mourir

- 1794 : Armée de la Moselle, Armée de Sambre-et-Meuse
  - Clairfontaine,
  - Bataille de Fleurus
  - Marbaix (Merbaise)
  - La Roër
- 1795 :
  - passage du Rhin,
  - Limbourg
  - Costheim.
  - Siège de Castel.
- 1811 : Création du régiment pénal de l’Île de Ré formé avec des conscrits réfractaires, par décret impérial du 24 janvier 1811.

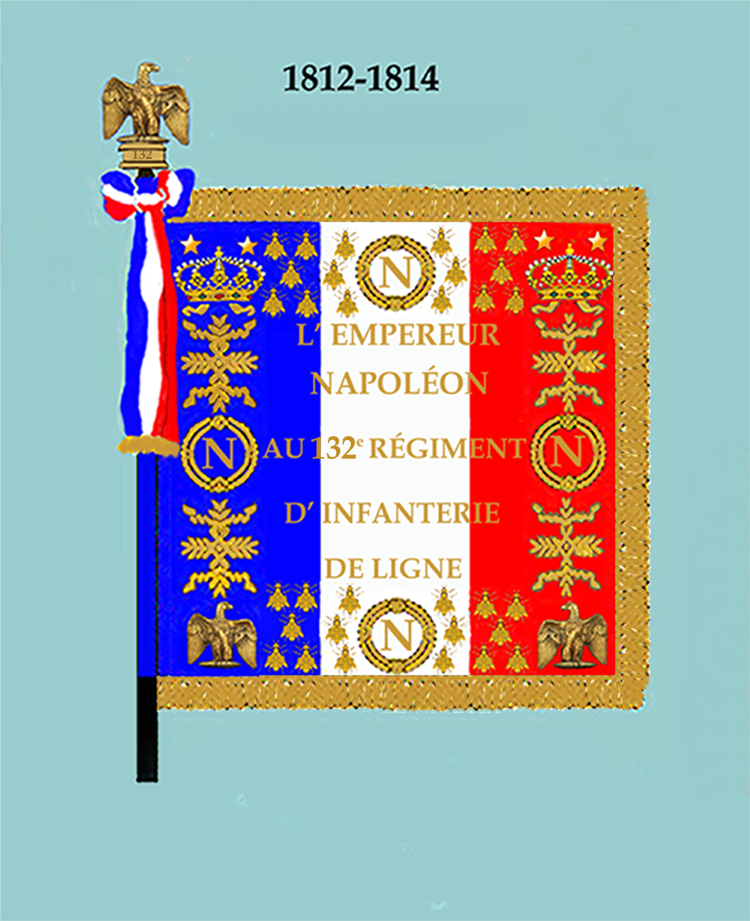
Drapeau modèle de 1812 (avers)
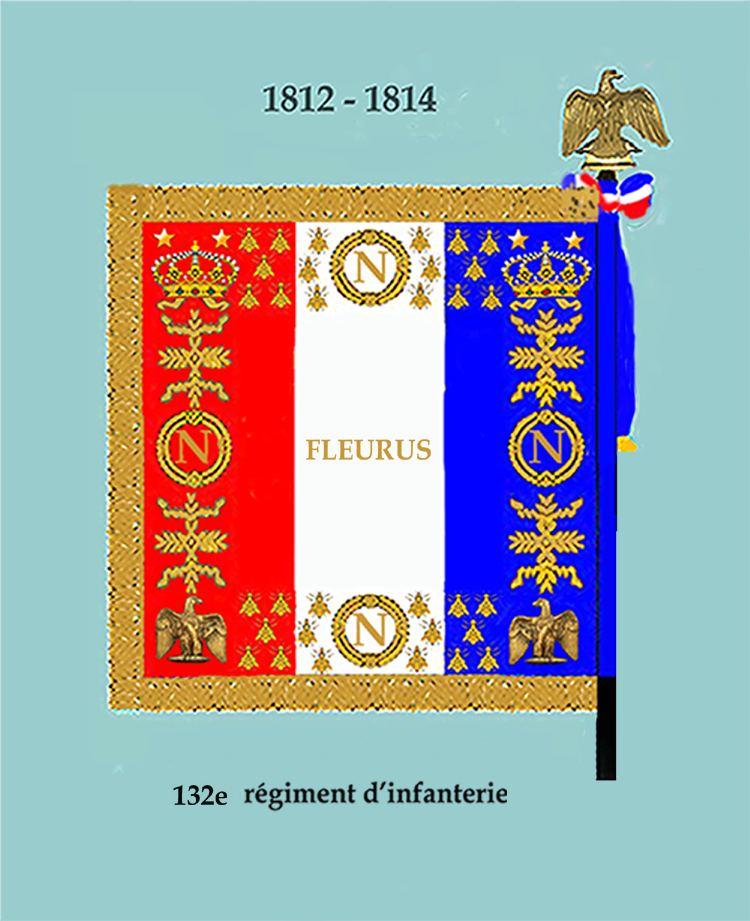
Drapeau modèle de 1812 (revers)

- 1812 : Le régiment pénal de l'Île de Ré devient le 132e régiment d'infanterie de ligne. Il effectue la campagne de Russie au sein de la 32e division d'infanterie du général Durutte, intégré au 11e corps d’armée :
  - Le 13 novembre 1812 à Wolkovski, durant deux jours le 132e de ligne défend le pont de Wolkovski, face à l'assaut de 33 000 Russes.
  - Le 22 janvier 1813, le major Cailhassou arrive à Varsovie, avec les rescapés du 132e régiment de ligne. Les soldats ont marché 470 kilomètres par un froid implacable, laissant la moitié de leurs camarades ensevelis dans les glaces[17].
- 1813 : Campagne d'Allemagne (1813) : toujours au sein de la 32e division d'infanterie, intégré au 7e corps d’armée :
  - Bataille de Kalisch,
  - Bataille de Bautzen,
  - Bataille de Wittstock,
  - Bataille de Gross-Beeren,
  - Bataille de Dennewitz,
  - Bataille de Roslau,
  - 16-19 octobre : Bataille de Leipzig
  - Freyburg,
  - Bataille de Hanau,
  - Villach,
  - Bataille de Caldiero
  - Bataille de Ferrare
- 1814 : Campagne de France (1814) :
  - Bataille de Saint-Dizier,
  - Bataille de La Rothière,
  - Rosnay ; à la bataille de Rosnay-l'Hôpital, le 2 février 1814, sa superbe résistance lui vaut l'honneur impérial de porter sur son drapeau l'inscription « Un contre huit » qui deviendra sa devise.
  - Bataille de Champaubert,
  - 14 février 1814 : Bataille de Vauchamps
  - Meaux,
  - May-en-Multien,
  - Neuilly-Saint-Front,
  - Bataille de Laon,
  - Bataille de Berry-au-Bac,
  - Bataille de Fère-Champenoise,
  - Bataille du Mincio
  - Bataille de Paris

### De 1873 à 1914
Le régiment est récréé en 1873.
En garnison à Reims de 1873 à 1914, au sein du 6e corps d’armée. Il dépend tour à tour des 23e jusqu'en 1913 et 24e brigade, 12e division.

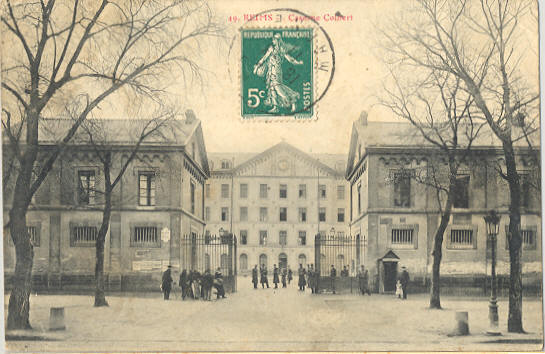
Caserne Colbert à Reims en 1911

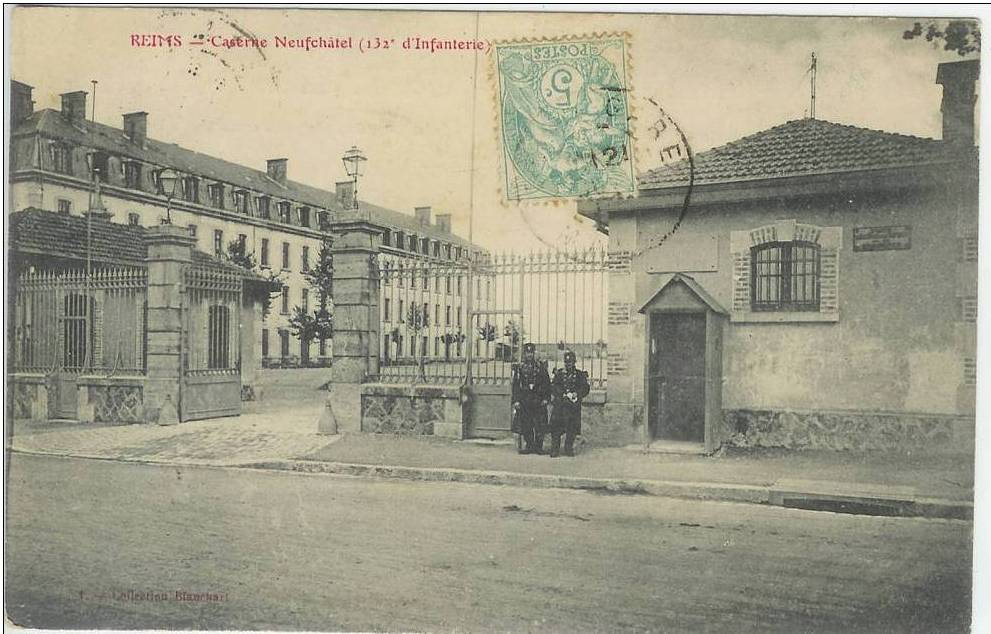
Caserne Neufchatel à Reims

La caserne Colbert, boulevard Cérès abritait[Quand ?] le 132e RI. Il occupa[Quand ?] aussi la caserne Neuchâtel qui fut construite au milieu des champs en 1883, entraînant la création de tout un nouveau « quartier Neufchâtel ». Ses premiers occupants furent les fantassins du 132e RI.
En 1875, l’armée restructure ses garnisons et de ce fait le recrutement est essentiellement régional.
En 1877, le mess des officiers quitte la rue du Trésor pour s’installer rue de Sedan[source insuffisante].
En 1880, la grande grève de mai vient d’être proclamée. Le monde militaire et administratif s’alerte ; les journaux s’émeuvent, à leur tête le Radical de l’Est, dirigé par M. Magnien. Le général de division de Fontanges de Couzan commande dans Reims car le colonel Cottin, nommé commandant militaire du Sénat, a laissé le 132e aux ordres de son lieutenant. Le 25 juillet, le général de brigade Coiffé, nouvellement promu à la 23e brigade de Mézières, vient faire la remise de son drapeau au 132e de ligne, au cours d’une revue de la garnison qui s’effectue dans l’allée des Promenades, entre le square Colbert et le kiosque des Marronniers, récemment édifié[style à revoir][source insuffisante].
Lors de la réorganisation des corps d'infanterie de 1887, le régiment fourni un bataillon pour former le 147e régiment d'infanterie.
En mars 1892, les « Sans Patrie », un groupe anarchiste de Charleville organise la désertion d'un soldat du 132e, Loriette, dont la police a intercepté les lettres qui pouvaient laisser présager une action antimilitariste au sein de la caserne. Le soldat quitte la caserne mais se constituera prisonnier à la gendarmerie un peu plus tard. Le journal anarchiste Le Père peinard commentera son attitude : « À Charleville, il cane, va se constituer prisonnier et se laisse tirer les vers du nez. Il dénonce ceux qui pour lui rendre service, l'avaient aidé à se tire botter ».
L’armée a une double mission : veiller sur la défense des frontières, la défense extérieure et maintenir l’ordre à l’intérieur. Elle doit assurer le maintien de l’ordre notamment lors des inventaires des biens de l’Église consécutifs à la loi de séparation des Églises et de l'État en 1905. Une circulaire du 2 janvier 1906 oblige en particulier les prêtres à ouvrir les tabernacles pour faire l'inventaire des vases sacrés. Beaucoup de catholiques y voient une forme de profanation et craignent que la mesure n'encourage les vols et les spoliations. En de nombreux endroits, les inventaires effectués sans ménagement réveillent les rancœurs et entraînent une nouvelle fois le pays au bord de la guerre civile. Des officiers catholiques refusent de marcher contre leurs convictions religieuses. Le gouvernement ne sévit pas et accepte leurs démissions. Clemenceau, ministre de l’intérieur y met fin le 20 mars 1906.
Dans cette période, les militaires n’ont pas le droit de vote pendant leurs services. Par contre, ayant accompli sa durée légale, un jeune ayant devancé l'appel à 18 ans pouvait devenir électeur à 19 ans ½ environ alors que la majorité était à 21 ans. Le fait d'accomplir sa durée légale donnait la majorité de citoyen responsable.
Victimes de la surproduction, les vignerons se sentent menacés par la « fraude » dans la fabrication du vin : la chaptalisation ou l'importation de vin en fraude. Dans une région où la vigne est une activité essentielle, la crise mobilise les populations, comme lors de la révolte des vignerons du Languedoc en 1907. Le recrutement local de l'armée rend les conscrits solidaires du milieu dans lequel ils évoluent. Un exemple connu est celui des soldats du 17e régiment d’infanterie : plusieurs centaines d'entre eux, au mépris des ordres, regagnent Béziers, « crosse en l'air », et s'installent en plein centre-ville avec de nombreux soutiens le 21 juin 1907. Cette désobéissance, apothéose de la crise, cesse bientôt sans incident majeur, tandis que le gouvernement vote une loi sur la chaptalisation.
Lors de la lutte des « cossiers » (vignerons en patois Champenois) contre les négociants et les importations de vins en fraude, le 19 janvier 1911, le vignoble de la vallée de la Marne est en état de siège. Le 31e régiment de dragons, en garnison à Épernay, et des éléments de renfort de quatre autres régiments, dont un bataillon du 132e et un bataillon du 106e régiment d'infanterie interdisent les accès d'Épernay et, montant la garde à la gare et chez des négociants, se répartissent entre Damery, Venteuil, Cumières, Ay et Hautvillers.

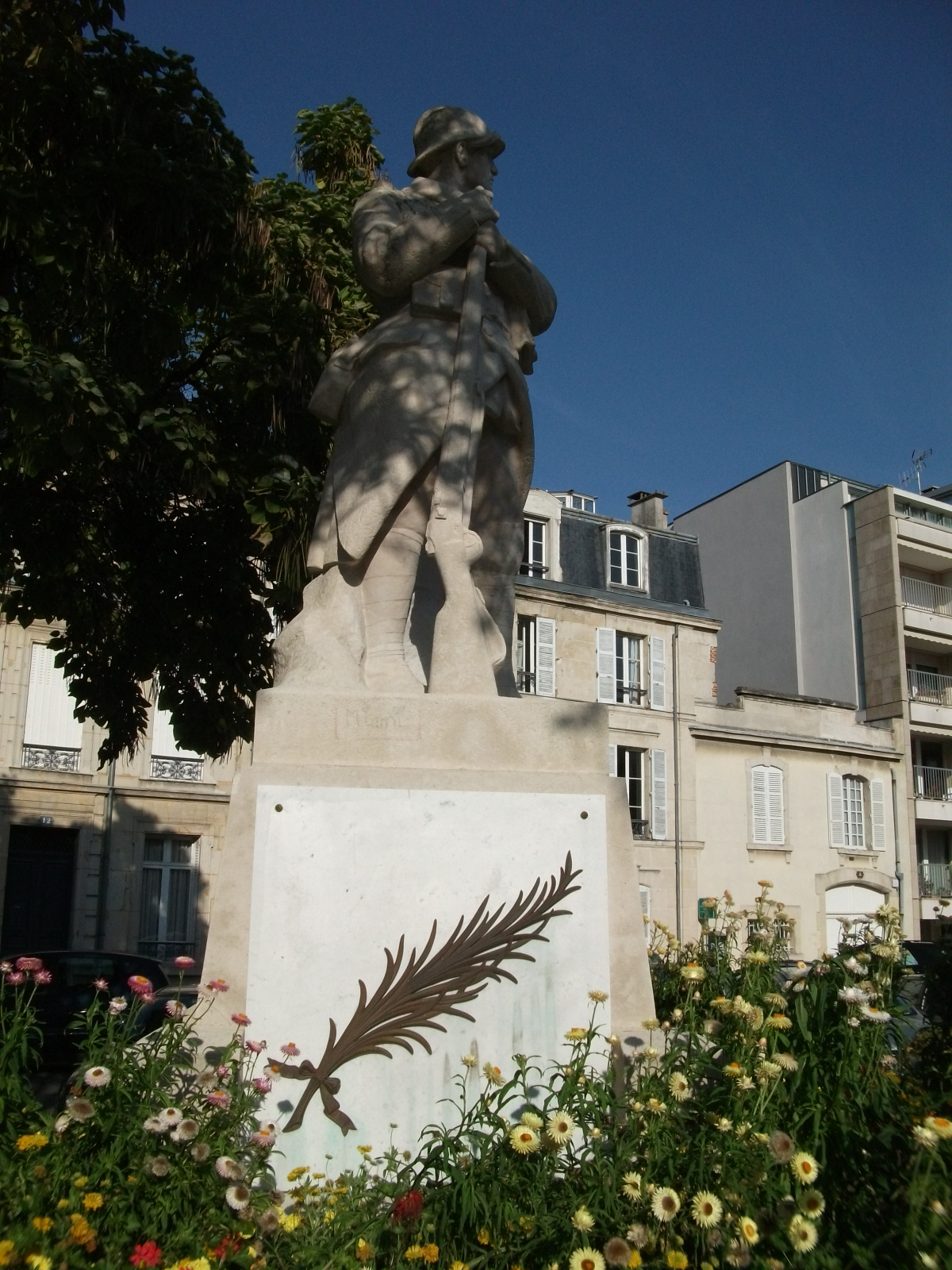
Statue en hommage au 132e Place Léon-Bourgeois à Reims
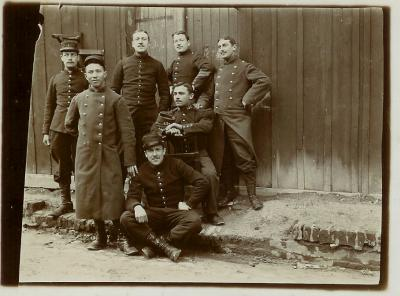
Photo du 132e RI vers 1907-1910, uniformes utilisés avant 1914. Le soldat avec les épaulettes est en « grande tenue », tenue de garde ou de défilé
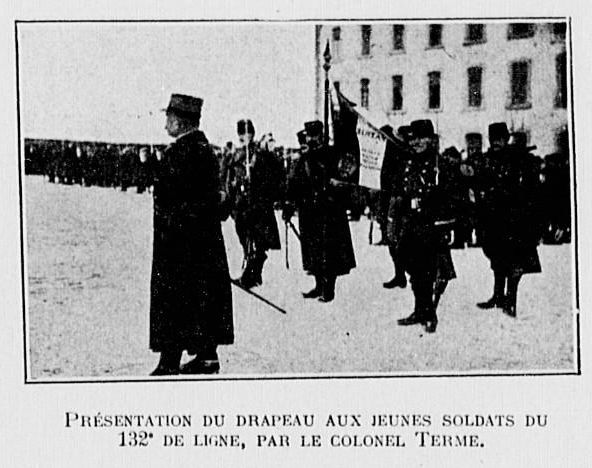
Présentation du Drapeau en 1907
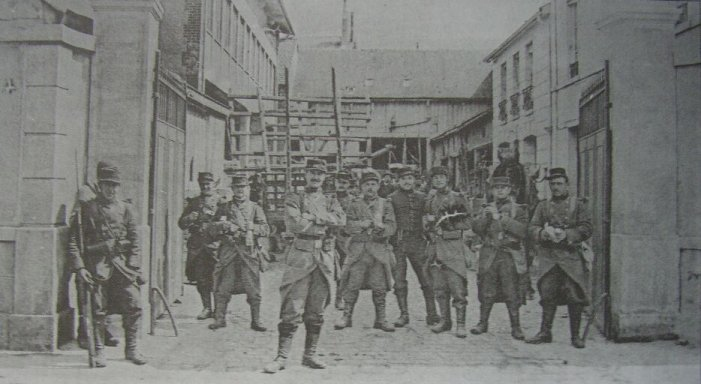
Épernay en 1911
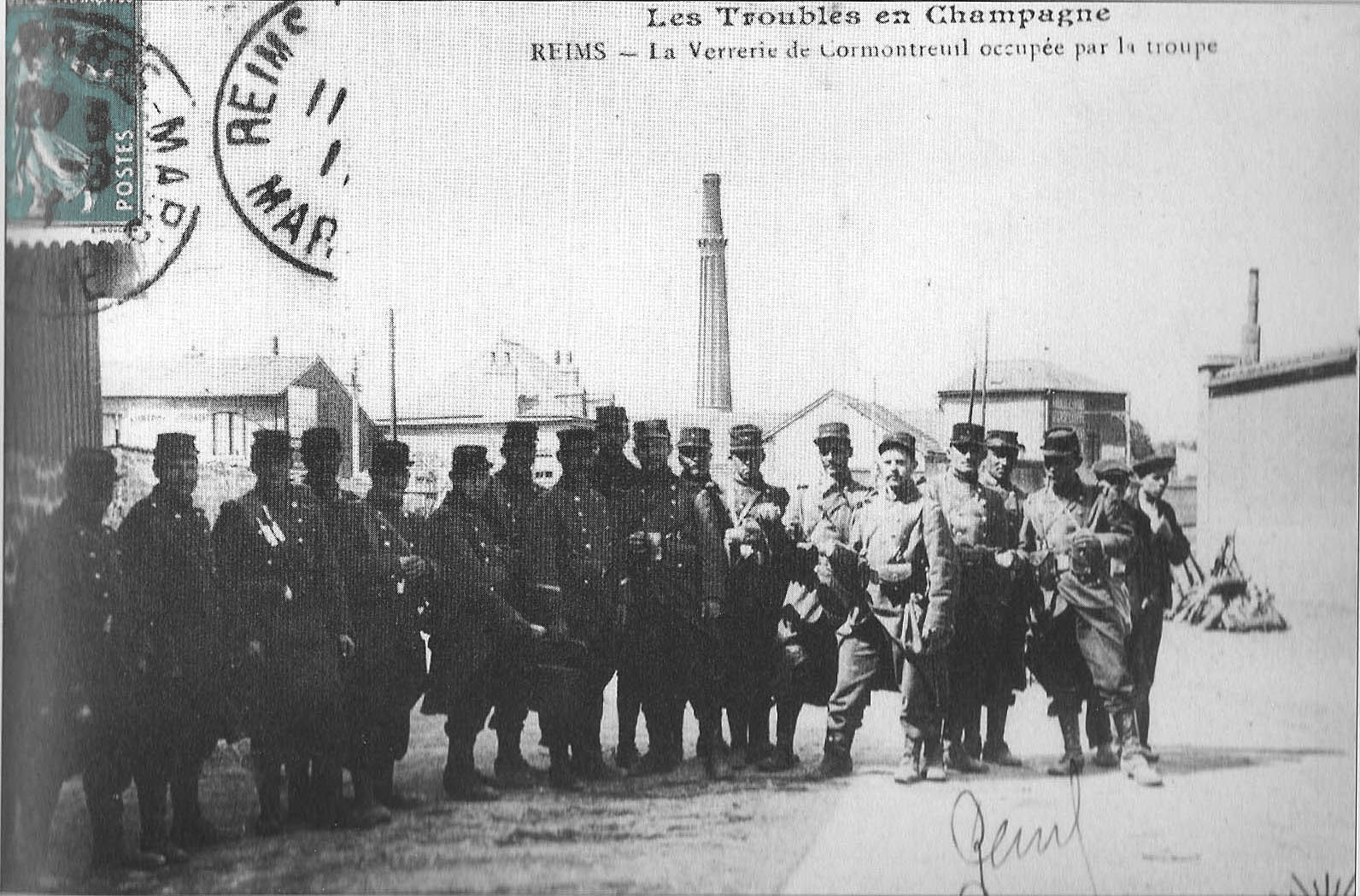
La troupe garde la Verrerie Charbonneaux à Reims en 1911
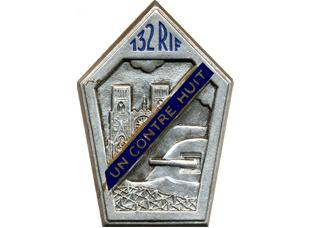
Ecu argenté cathédrale de Reims ouvrage barbelés cartouche bleu avec mention « Un Contre Huit dorée »

### Première Guerre mondiale

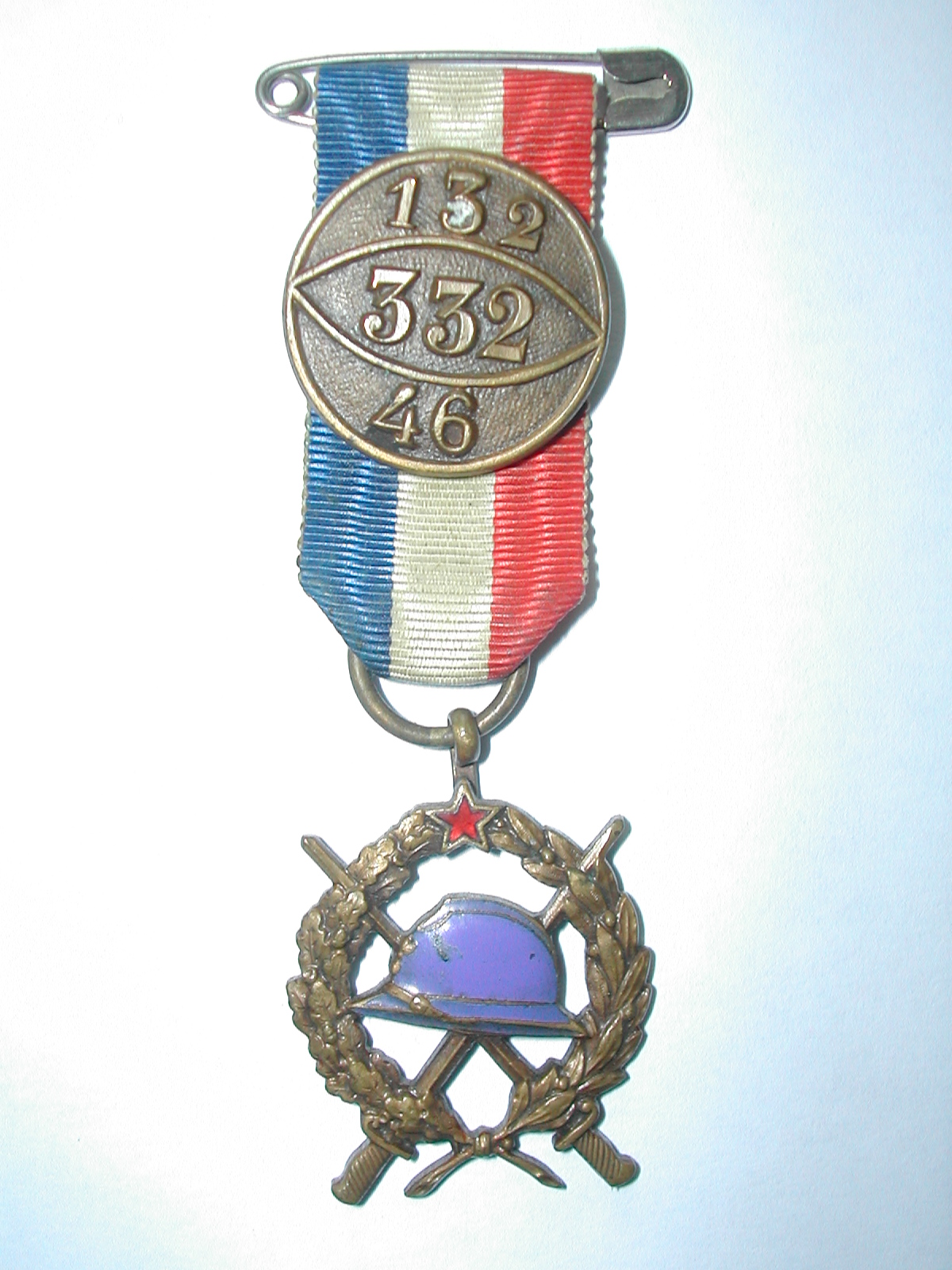
Médaille d'ancien combattant du RI vers 1920

Le dépôt commun du 132e et du 332e était à Reims. Pendant la guerre 1914-1918, Reims étant directement menacé par l'avancée allemande et la proximité de la ligne de front, le dépôt a été déplacé à Guingamp, le 2 septembre 1914, puis à Châtelaudren dans les Côtes-du-Nord, en Bretagne en 1915.
Affectations
- À la déclaration de guerre, le 132e forme, avec le 106e, la 24e brigade du colonel Gramat, au sein de la 12e division d’infanterie du général Souchier, 6e corps d’armée du général Verraux, 3e armée du général Sarrail.
- Janvier 1917 : 24e brigade, 56e division d’infanterie.

Campagnes
les Éparges, seconde bataille de Champagne, Verdun, Bataille de la Somme, Chemin des Dames.
Ce régiment, emblématique de la garnison de Reims avant la Première Guerre mondiale, s'illustre notamment aux Éparges avec son frère d'armes le 106e régiment d'infanterie de Châlons-sur-Marne. Une rue de Reims porte leurs noms.
« Je rends hommage à la solidité et au moral inébranlable du 132e R.I. » Général Brissaud-Desmaillet, 1917.

#### 1914
Le régiment quitte sa garnison de Reims le 31 juillet au matin, comme troupes de couverture, sous les ordres du Colonel Gramat. Son effectif est alors de 59 officiers, 179 sous-officiers, 3 152 hommes de troupe et 185 chevaux.
- Retraite des 3e et 4e armées : Longwy, Longuyon (22-28 août)
- 22 août : première rencontre avec l’ennemi à la sortie de Beuveille près de Doncourt-lès-Longuyon, où il tient les Allemands en respect toute la journée. Mais le soir il faut céder devant le nombre et, suivant les ordres de retraite, il se retire sur la Meuse tout en combattant et en disputant le terrain lambeau par lambeau.
- 24 août : combat d’Arrancy-sur-Crusne[27]. Les Français organisent la position d'Arrancy sur laquelle vont littéralement buter les troupes d'attaque allemandes. Le Commandant Camille Antoine Sabattier se défend vaillamment avec 30 de ses hommes qui finiront tous par périr à l'offensive Allemande le 25 août 1914. Le Commandant et ses hommes reposent au cimetière militaire d'Arrancy sur Crusne ( Meuse)[28] (31 tués et 171 blessés)[29].

Le régiment, après avoir repassé la Meuse à Consenvoye le 25 août, maintient l’ennemi sur l’autre rive par une défense acharnée du 26 août au 1er septembre matin. Le 1er septembre, combat à Septsarges (7 tués et 541 blessés), il attaque et rejette l'ennemi vers le village de Dannevoux.
- Bataille de la Woëvre et des Hauts-de-Meuse : Vaux-Marie, Sommaisne, Rembercourt-aux-Pots (6-10 septembre)

Dans la nuit du 5 au 6 septembre, l’ordre est donné de prendre l’offensive, direction Rembercourt-aux-Pots, Sommaisne (un tué et 222 blessés), Pretz-en-Argonne. L’ennemi se retire devant la violence des attaques, ses contre-attaques sont brisées après une lutte acharnée au nord-ouest d'Érize-la-Petite le 10 (huit tués et 213 blessés). La poursuite continue du 13 au 23 : Ippécourt, Fromeréville, Charny, Beaumont, la ferme d’Anglemont (GPS E 05 22 43, N 49 15 46) et le bois des Caures sont repris.
- 20 septembre 1914 : retrait du front et mouvement, par Moranville, vers Mouilly et Rupt-en-Woëvre. Le 132e va être placé en réserve dans la plaine de la Woëvre, autour de Moranville mais les attaques allemandes se renouvellent furieuses et après quelques jours de repos, il repart pour la trouée de Spada.

Combats de Mouilly, du 24 au 27 septembre, le 132e a été déployé dans le secteur boisé de Rupt-en-Woëvre, ferme d'Amblonville, tranchée de Calonne, bois Saint-Remy, bois Loclont, bois Bouchot, bois Trésauvaux, Vaux-les-Palameix. 22 tués et 137 blessés.
Engagée aussitôt vers Saint-Remy-la-Calonne et les Éparges, des combats acharnés ont lieu dans les bois de Mouilly et à Vaux-les-Pamaleix du 26 septembre au 14 octobre, car les Allemands viennent de prendre pied sur les Hauts de Meuse. On organise partout la résistance, la guerre de mouvement est interrompue. Les tranchées se creusent, la guerre de secteur commence.
- Au cours de l'automne 1914, les régiments du 6e corps d’armée se rapprochent de la crête des Éparges, prennent un tour de trois fois trois jours : repos à l’arrière, seconde ligne puis première ligne. Au repos dans les villages de Belrupt, Sommedieue, Mont-sous-les-Côtes…, en seconde ligne généralement sur la Tranchée de Calonne, ils tiennent les premières lignes dans les ruines des villages de Trésauvaux et des Éparges, dans les bois sur le versant nord-est de la crête des Éparges (ravin de la Fragaoule, dit « ravin de la Mort ») ou dans les prés et vergers sur le flanc nord-ouest de la crête.

#### 1915

##### Les Éparges
- À partir du 25 octobre 1914 : Le 132e tient les positions des Éparges jusqu’au 10 avril 1915 ; ces positions sont le théâtre d’une des luttes les plus meurtrières et les plus pénibles de toute la guerre. L’ennemi s’acharne pour la possession de la crête, les attaques et les contre-attaques, les combats corps à corps et à la grenade, sous un bombardement d’obus de tous calibres et sous l’écrasement des torpilles se renouvellent opiniâtres, sans arrêt, pendant une période de cinq mois dans les conditions les plus pénibles.

Du 17 au 21 février 1915, violents combats aux Éparges. Sur ordre du général Dubail, l'attaque commence le 17 février. Quatre mines de 1 500 kg sautent ; l'attaque française est lancée par les sapes de l’ouest que l'on a fait exploser. Après une importante préparation d'artillerie, les éléments de la 12e division d’infanterie s’engagent. Le 106e régiment d'infanterie de Châlons-sur-Marne, où sert le sous-lieutenant Maurice Genevoix, part à l’assaut du bastion ouest de la crête (point A) et conquiert facilement les tranchées allemandes inoccupées. Deux bataillons du 132e RI marchent en échelon à gauche du 106e régiment d'infanterie. Le 106e monte l'arme à la bretelle et enlève la crête ; l'ennemi contre-attaque à la grenade. En riposte, l'état-major allemand décide de reprendre les positions concédées. Entre le 18 et le 21 février, attaques et contre-attaques se succèdent sous un bombardement permanent et d'une violence inouïe.
Le 19 février, le 132e monte à l’assaut de la crête, du côté de l’est, vers le point X et le point D. Les Allemands parviennent à réinvestir une partie du terrain perdu, mais ne peuvent repousser totalement les Français qui tiennent l'ouest de la crête. Les pertes humaines sont considérables dans les deux camps ; les survivants, au comble de l'épuisement, dans une boue meurtrière et omniprésente, entre les cadavres qu'ils ne peuvent évacuer, vivent des jours parmi les plus effroyables de la Grande Guerre.
Le 20 février au matin, un bataillon du 106e (à droite), un bataillon du 67e (au centre), et un bataillon du 132e (à gauche), après une très rapide préparation d'artillerie, s'élançaient sur les tranchées allemandes et s'en emparaient. Au centre, le 67e dépassait même la fameuse crête et dévalait sur les pentes qui descendent vers Combres. Les Allemands qui, pendant la nuit, avaient massé, dans cette région des forces importantes, se lancèrent aussitôt à la contre-attaque et rejetèrent nos troupes sur leurs positions de départ. Le 67e, descendant vers Combres, est pris entre des barrages et, décimé, se replie ; seul le bataillon du 132e put se maintenir, pendant quelques heures, dans un petit bois qu'il avait réussi à conquérir. Le 21, le colonel Bacquet est tué. Le 132 reprend le bois de Sapins, clef de la position. Des deux côtés l'artillerie entra alors en action et, jusqu'à la tombée de la nuit, arrosa copieusement les fantassins, qui organisaient les positions qu'ils occupaient.
Au cours de ces rudes journées du 17 au 21 février, nos troupes n'avaient pu s'emparer de leurs objectifs. Le 132 perd 59 hommes le 17, 28 tués le 18, 99 tués ou blessés le 20, 50 tués le 21. Les Bavarois ont perdu 2 000 hommes tués, blessés ou prisonniers, mais Hermann von Strantz a décidé de tenir coûte que coûte ; il fait creuser des abris-cavernes ainsi que des galeries boisées, à 8 mètres sous terre.
Ordre du corps d'armée no 60
« Le 27 février ; Dans une opération brillante, la 24e Brigade a enlevé de haute lutte une partie importante de la position des Éparges. L'ennemi avait accumulé sur cette hauteur escarpée, des travaux considérables. Depuis 4 mois, avec une science avisée, le capitaine du génie Gunther dirigeait par la sape et par la mine les travaux de siège régulier qui devaient ouvrir la voie à notre infanterie. Le jour de l'attaque, après une quadruple explosion de nos fourneaux de mines et une remarquable préparation par l'artillerie, le brave 106e régiment d'infanterie, dans un élan magnifique, escalada les pentes abruptes et couronna toute la partie ouest de la position. Au même moment, le 132e RI aborda crânement la partie ouest des Éparges et s'y installa. Le 19 février, l'attaque fut poursuivie sur tout le front. Au cours de cette bataille de 4 jours, pendant lesquels l'ennemi nous disputa le terrain avec la dernière âpreté, nos troupes furent soumises à un bombardement formidable. Elles conservèrent néanmoins les positions conquises. Elles repoussèrent deux contre-attaques furieuses, firent éprouver des pertes sévères à l'ennemi, lui enlevèrent 700 mètres de tranchées, lui prirent 2 mitrailleuses, 2 minenwerfer et firent 175 prisonniers. Le 106e, le 132e, le 67e bataillon Haguenin), la compagnie du génie qui prirent la tête dans la colonne d'assaut ont noblement soutenu le renom de la vaillance du 6e corps d'armée et montré une fois de plus quel succès naît de la fraternité des armes et de l'union des cœurs. Le général, commandant le 6e corps d'armée, adresse ses félicitations à ces braves troupes. Il salue pieusement la glorieuse mémoire de ceux qui sont morts pour le pays. Il félicite les colonels Barjonet, commandant le 106e RI et Bacquet, commandant le 132e RI qui ont magnifiquement conduit leurs régiments au feu. 
Signé : Général Herr. »
À partir du 22 février, la bataille s'apaise. Les Français aménagent leurs positions, reconstruisent les tranchées que les bombardements ont bouleversées dans l'optique des futures offensives : l'objectif étant la prise du plateau dans sa totalité.
Les attaques françaises sont relancées en mars 1915, sous le commandement du général Herr qui obtient de Joffre des renforts en hommes et en matériels. Au mois de mars sur les parties centre et est de la crête, attaque par les sapes sur le point D et plus à l’est sur le point X. La 12e division se heurte, du 18 au 20 mars, à des défenses formidables que l'ennemi ne lâche qu'en partie et après une âpre résistance.
Attaques des 18, 19 et 20 mars 1915. Elles étaient initialement prévues les 10 et 11 mars. Reportées afin de coordonner une attaque conjointe avec la DI de marche de Verdun.
- Ordre préparatoire 132e RI
  - 1er bataillon : à partir des sapes 9 à 13, atteindre les points D, C et B. 2 compagnies en tête, 2 compagnies en appui.
  - 2e bataillon : à partir de N, H et H', atteindre les tranchées E, I, X. Même formation. Compagnies de gauche par bois des Sapins.
  - 3e bataillon : Mission principale : Appui au 1er bataillon. Mission secondaire, se porter sur sa gauche et prendre en enfilade les tranchées allemandes E, I, X.
- Phases : 18 mars 1915 :
  - 15 h 15 : Tir de préparation. Durée : 45 min
  - 16 h 05 : Débouché du 132e RI
  - 16 h 20 : les 1er éléments prennent pied sur le mamelon C.
  - 17 h 00 : La réaction allemande ne permet pas d'aller plus loin.
  - 19 h 00 : les 132e et 302e RI sont à mi-chemin entre les points 'O' et 'X'.

- 18 mars : Cette fois c’est le 132e RI qui mène l’attaque[34], dans le secteur est de la crête, en direction des points C et D ; l'attaque est menée par deux bataillons du 132e régiment d'infanterie sur la Courtine et le bastion ouest, et par un bataillon du même régiment sur le bastion est. Deux bataillons du 54e RI et un bataillon du 302e RI sont en réserve.

La préparation d'artillerie a lieu le 18 mars et dure une heure environ ; l'attaque d'infanterie se déclenche à 16 h 10. La première ligne occupée par nous, sauf à droite : mais la seconde ligne, trop proche de la première pour être tenue sous le feu de nos canons, se garnit de défenseurs dont le tir arrête notre progression. Nous sommes contraints d'engager le bataillon du 302e régiment d'infanterie, sans pouvoir augmenter nos gains. La première attaque du 18 mars se solde par une conquête territoriale assez médiocre. 651 tués
- Phases : 19 mars 1915

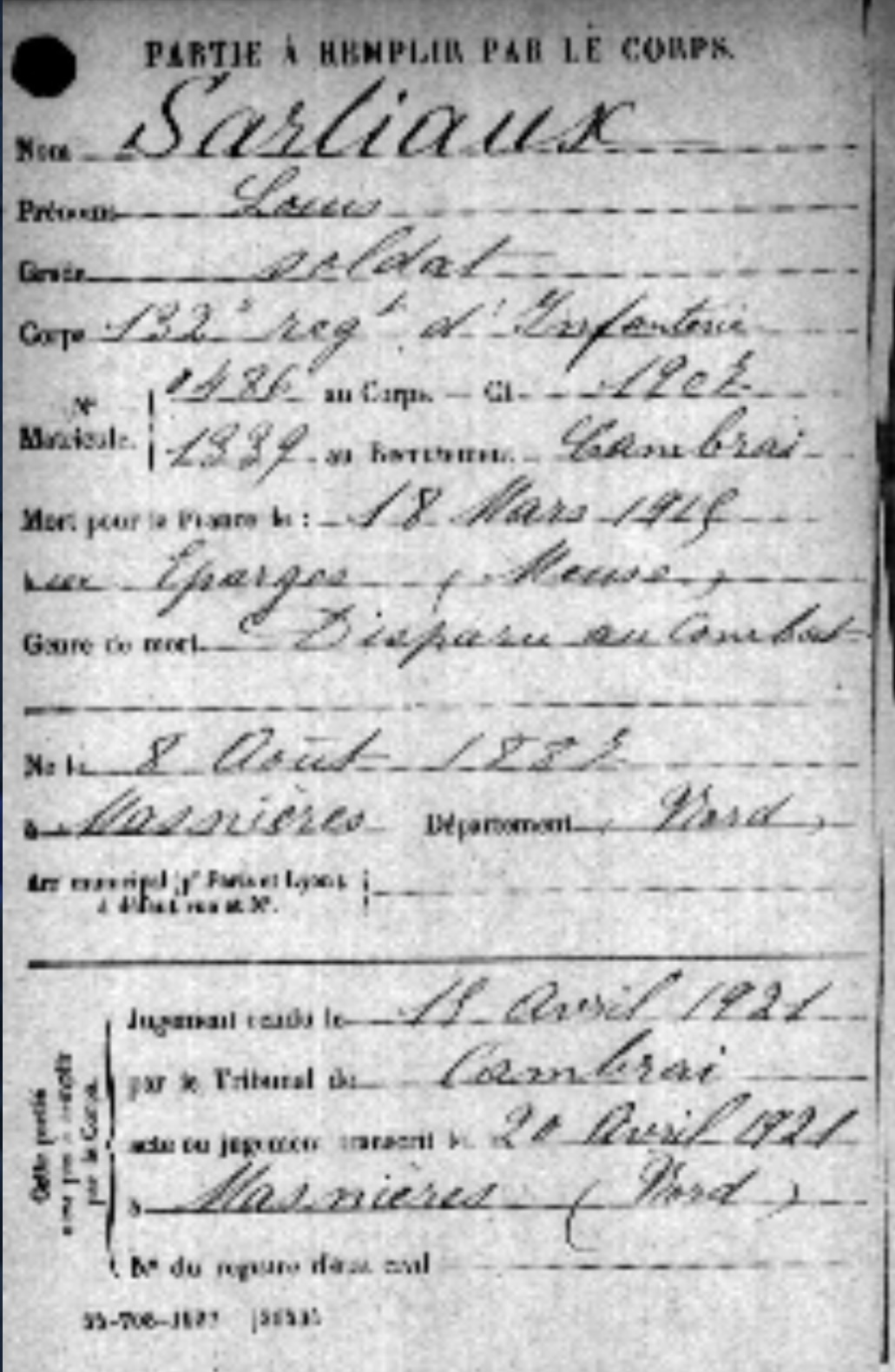
Fiche matricule de décès 1915 de louis sartiaux mort aux Éparges.

  - 4 h 45 : reprise de l'attaque française. Stoppée par les mitrailleuses allemandes du point 'X'.
  - 8 h 30 : tir d'artillerie française du point 'N' à la corne est du bois des Sapins.
  - 9 h 25 : reprise de l'attaque française. Échec.
  - 10 h 00 : contre-attaque allemande. Échec.
  - 11 h 00 : lignes toujours stabilisées à mi-chemin entre 'N' et 'X'.
  - 12 h 00 : après un appui de l'artillerie, nouvelle attaque française. Échec.
  - 16 h 00 : appui d'artillerie et attaque française. Échec.
- 19 mars : Après avoir brisé deux contre-attaques ennemies, nous reprenons à 16 heures l'assaut de la deuxième ligne. Un violent barrage d'artillerie lourde nous arrête et nous inflige des pertes sérieuses. Le jour suivant, nous faisons quelques légers progrès et nous maîtrisons toutes les réactions allemandes. Alors, la situation reste stationnaire aux Éparges jusqu'au 27 mars. 304 tués, blessés ou prisonniers pour le 132[35].
- 20 mars :

Objectif primaire : S’emparer de l’éperon Est afin d’avoir des vues directes sur les secondes lignes allemandes.
Objectif secondaire : s’emparer du bastion Ouest et de la courtine reliant les deux bastions.
- Phase : 20 mars 1915
  - 4 h 0 : reprise de l'attaque française.
  - 10 h 0 : la 12e DI demande à la 24e brigade d'organiser ses positions

Le 24 mars 1915, le bataillon de marche du 171e RI vient compléter les effectifs du 132e RI qui a été éprouvé aux Éparges.

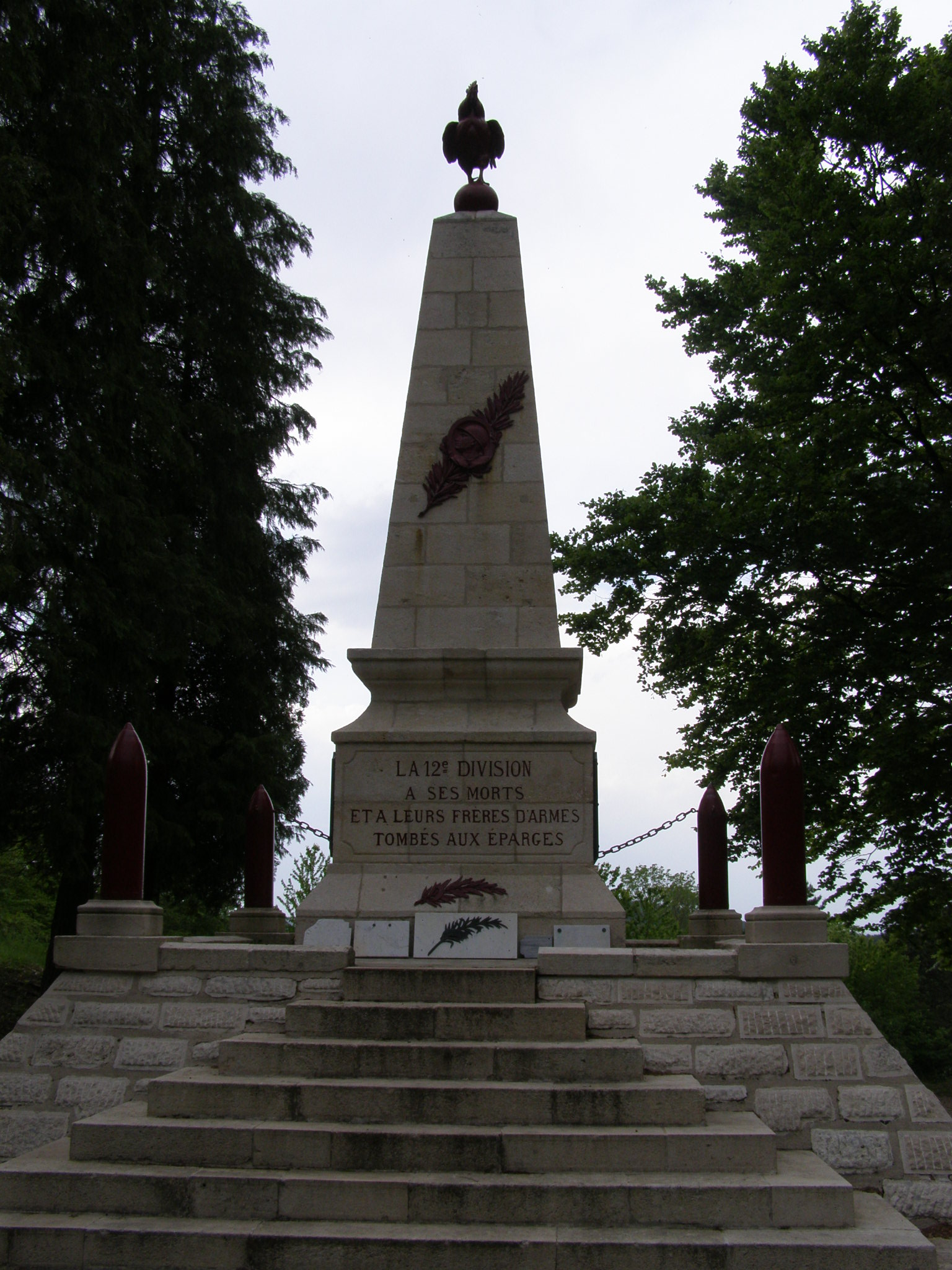
au point C, crête des Éparges

Le 5 avril, par un temps exécrable, la 12e DI du général Paulinier, sans relève envisagée, poursuit la mission de reprise des Éparges, entamée depuis le 5 janvier. La 24e brigade du colonel Gramat se lance à l’assaut de la crête. Le 106e RI doit s’emparer du mamelon C à droite, et le 132e RI du point X à gauche. Trois bataillons ont été placés en réserve sur Rupt-en-Woëvre et la Tranchée de Calonne. Malgré la boue, les Français s’emparent du point C mais n’empêchent pas les renforts ennemis d’arriver au point X. En soirée, les Français tiennent la crête, mais le 6 avril au matin, les Allemands les submergent et reprennent le point C. Avec l’aide de l’artillerie, les Français sont de retour sur le point C en fin de journée avec d’importantes pertes de part et d’autre. Le mauvais temps ayant empêché les réglages d’artillerie, la plaine de la Woëvre transformée en marécage, force est de constater qu’au soir du 6 avril, « la manœuvre en tenaille » a échoué. Les Éparges restent donc le seul point d’ancrage de l’effort destiné à briser le front ennemi.
- 5 avril :
  - Articulation : 132e RI : Bataillon d’attaque : 1er bataillon (commandant Rayer), 2e bataillon (commandant Girard) en appui et liaison avec le 106e RI, compagnies 2/6 et 2/7, 3e bataillon (capitaine Caillet) renforcé de la compagnie 2/5, à la garde aux tranchées.
  - 15 h 0 : Tirs de préparation
  - 15 h 30 : Les régiments rejoignent les bases de départ
  - 16 h 0 : début de l’attaque. Les 106e RI et 132e RI débouchent. À l'Ouest, le 106e RI parvient à progresser. À l'Est, le 132e RI dans un premier temps, reste cloué au sol, puis avance malgré la puissance du feu ennemie (position allemande fortement renforcée dans la nuit du 4 sur sa ligne D, E, I, X). Les combats au corps à corps s’engagent sur le Point d, mais les 6e et 8e compagnies, sur un terrain découvert, sont contraintes au repli et s’abritent entre les sapes 10 et 11.
  - 18 h 0 : les 6e et 8e compagnies repartent à l’attaque, 6e compagnie en tête.
  - 19 h 30 : le 1er bataillon s’accroche toujours aux Point I et E. La 11e compagnie est contrainte d’arrêter le combat (armement hors service à cause de la boue).
  - 21 h 0 : forte contre-attaque allemande sur les Points I et E. Elle est dispersée par le 1er bataillon.
  - 23 h 0 : (heure non précisée avec exactitude) deuxième contre-attaque allemande également repoussée, mais reste accrochée sur les positions du 1er bataillon et reste au contact.
- 6 avril :
  - 4 h 0 : les 11e et 12e compagnies du 67e renforcées à gauche par la 7e compagnie du 132e RI s’appuyant sur le 1er bataillon du 132 (commandant Rayer), traversent les positions tenues et partent à l’assaut des Points X et I. Les 6e et 8e compagnies (132e RI) attaquent sur I, E et D. L’attaque est clouée par des tirs de mitrailleuse allemandes venant des Points X et K.
  - 4 h 30 : Les unités françaises étant maintenues sur leurs lignes, violente contre-attaque allemande sur le Mamelon C et le Point D2 (jonction des 106e et 132e RI). Le rapport de force étant trop inégal, les Allemands, au combat au corps à corps, reprennent le mamelon C.
  - 15 h 0 : Violents tirs de barrage de l’artillerie française sur les points C, D, E.
  - 16 h 0 : Contre-attaque française. Le 106e RI reprend le mamelon C, le 132e RI (renforcé du 1er bataillon (commandant Duffié) du 67e reprend la ligne D, E, puis la ligne I, S. L’ennemi recule, le 132e RI avance jusqu’à D2. Le bataillon Rayer et les 6e et 8e compagnies du 132e atteignent le versant Sud.
- 7 avril :
  - 4 h 15 : Violentes contre-attaque allemande. Les deux RI ne peuvent plus bénéficier de l’appui de l’artillerie française (les lignes de front sont trop imbriquées).
  - 7 h 0 : Les unités françaises sont contraintes au repli.
  - 9 h 10 : ordre est donné au 25e BCP de monter en ligne.
  - 13 h 15 : Tir de barrage de l’artillerie allemande suivi, dans la foulée, d’une contre-attaque allemande face au 106e et 132e RI Débordé, le 106e RI perd à nouveau le Mamelon C. Mais la contre-attaque est enrayée.
  - 15 h 30 : les 106e RI et 132e RI reçoivent l’ordre de repartir à l’assaut appuyés par le 25e BCP plus toutes les réserves des 106e RI, 132e et 67e RI.
  - 16 h 30 : le lieutenant-colonel Barjonnet, commandant le 106e RI est blessé au combat.
  - 16 h 45 : l’heure de l’assaut est reporté.
  - 17 h 15 : le commandant Rayer est blessé au combat.
  - 17 h 30 : l’assaut est définitivement reporté au lendemain.
  - 19 h 0 : les Français, le 7 avril, ont été presque ramenés sur leurs bases du 5 avril.
  - 23 h 0 : le 106e RI tente des contre-attaques, sans succès.
- 8 avril :
  - 8 h 0 : l’artillerie française commence le pilonnage du Mamelon C, et des tranchées tenues par les Allemands.
  - 9 h 0 : le 106e RI et le 25e BCP en première ligne soutenues par le 132e RI commandé par le lieutenant-colonel Maurel. Reprise des combats. Les duels d’artillerie continueront toute la journée.
  - 9 h 10 : Le Mamelon C est définitivement repris, puis les Points D, E, et I[36].

Le 8 avril, le 8e RI est dirigé sur Le Tilliat, fort de Rozelier, tranchée de Calonne puis sur la position des Éparges où il se bat jusqu’au 12 avril, contribuant pour une large part, à l’enlèvement de la « forteresse des Éparges ».
- 9 avril : Le 8e RI relève le 132e RI.

Le point X sera enlevé et perdu 2 fois puis repris le 9 avril par le 8e RI arrivé en renfort la veille.
La tâche, si ardue, se termine dans la période du 5 au 12 avril 1915, par l’encerclement du point X., clef de la position de cette Crête des Éparges d’où chacun veut dominer et arrêter son adversaire. L’honneur de l’enlèvement de cette position revient à 4 compagnies du 132e et à 2 compagnies du 67e. C’est le 10 avril qu’une fraction de la 7e compagnie (compagnie de gauche) du 132e a atteint, au prix d’efforts inouïs, le but de sa mission et s’est jetée sur les derrières de la défense ennemie du point X, prenant pied dans les boyaux de communication menant à Saulx à leur intersection avec le boyau de Combres. Ces braves étaient au nombre de 40.
Ensuite stabilisation du front et occupation d'un secteur vers le bois Loclont et Trésauvaux. À cette longue et terrible période de combat succède l’occupation d’un secteur calme, bois Loclont, bois du Bouchot, en alternance avec le 106e près de la Calonne.
Le 12 avril 1915, le 132 est en reconstitution à Les Monthairons. Du 5 au 13 avril inclus, le 132 compte 176 tués, 520 blessés, 228 disparus. Entre mi-mars et fin avril, la brigade à laquelle appartient le 132e reçoit 3 000 hommes. Le 18 avril, le 132e est à Sommedieue où le Général Joffre le passe en revue le 21. Il quitte Sommedieue le 24 pour se rendre à Rupt-en-Woëvre, puis à Mouilly, où il passe, le 10 mai, sous les ordres du général qui commande la 48e brigade de son P. C. de la Ferme d'Amblonville. Le secteur affecté au 132e est la côte de Senoux, sous la tranchée de Calonne. Les défenses françaises, à l’est de Mouilly, s’appuyaient sur le chemin des Éparges et sur le chemin menant au calvaire situé en bas de la Gruerie, en passant par la Grande Haie. Le 132e essuie surtout des tirs d’artillerie. Il reste dans ce secteur jusqu'au 2 août.
Le 132e relevé quitte la Calonne pour aller au repos à Rambluzin-et-Benoite-Vaux. À partir d’août une période de repos et d’instruction à Villote devant St Mihiel. Il reste à cet endroit jusque début septembre. Le 132e gagne ainsi, Rumont, Vavincourt, Rancourt-sur-Ornain, pour être le 4 septembre à Heitz le Maurupt, le 7 à Bussy-Lettrée et le 21 à Cernon au Sud de Châlons-sur-Marne. Une marche vers le camp de la Noblette amène le 132e près de ce camp le 24 septembre 1915. Du 22 au 24 septembre, le 132e stationne au camp de "La Noblette".

##### Seconde bataille de Champagne(septembre 1915)
Le 25 septembre 1915, dans le cadre de la grande offensive de Champagne, le 2e corps d'armée colonial, aile droite de la 4e armée commandée par le général de Langle de Carry, avait la redoutable mission, en partant de part et d'autre du village de Souain, de faire tomber la première position allemande sur un front de 5 kilomètres et sur une profondeur de plus de 3 kilomètres. Le 2e corps colonial devait ensuite percer la deuxième position ennemie au nord de Navarin, afin de permettre aux unités du 6e corps d'armée (127e DI, 12e DI, 56e DI) d'exploiter en direction de Sommepy -Vouziers.
- 26 septembre : Message du 6e corps d'armée à 127e DI -12e DI - 56e DI. le 26 septembre 1915 - 3 heures du matin « … La mission du 6e corps est de continuer l'offensive en direction générale de Sommepy. 12e DI, à l'ouest de la route de Somme-Py.
- 27 septembre : À l'aile droite de la 253e brigade, le 132e RI avance sur la tranchée des Satyres, immédiatement à l'Est de la tranchée des Saxons. Il prend pied sur la Butte de Souain. Aucune brèche n'existe dans le réseau. Ne pouvant aller plus avant, il commence à creuser le sol à 150 mètres au sud de la position allemande, sous une véritable grêle de projectiles et, malgré plusieurs contre-attaques ennemies.

Quand le moment est venu d’intervenir, le 27 septembre, le 132e, avec sa vigueur habituelle enlève la butte de Souain et la tranchée du Satyre ; mais il est arrêté devant des fils de fer intacts. Néanmoins, il conserve sa position, repoussant toutes les contre-attaques, impassible sous un ouragan de mitraille. Sur cette position à partir du 28 septembre, au bois des Cuisines le 2 octobre, au sud du bois du Sabot le 5, au bois p. 15 et p. 16 du 7 au 13 octobre, il travaille à l’organisation de la ligne, il organise défensivement le terrain conquis ou progresse à la grenade pour en conquérir un nouveau. Le 13 octobre, les bois p. 15 et p. 16 sont occupés en entier par lui et organisés
Du 13 octobre 1915 au 1er janvier 1916 : nouvelle période d’instruction à Mourmelon

#### 1916
- Du 1er janvier au 31 mai, le 132e prend la défense d’un secteur au Nord-Est d’Aubérive. Il cantonne au camp Berthelot près de Mourmelon.
- Verdun

Du 14 au 27 juin 1916, le 6e corps d’armée envoyé à Verdun résiste aux plus formidables attaques de l’ennemi. Le 132e a la mission de défendre les ravins boisés des croupes à l’ouest et au sud du fort de Vaux à partir du tunnel de Tavannes. Les bataillons y sont engagés successivement dans des conditions très critiques. Le terrain confié à ses soins est conservé par lui malgré de lourdes pertes. Engagés très près du fort de Vaux, qui, à ce moment-là, est tombé aux mains de l’ennemi, les trois bataillons sont pris de 3 côtés sous le bombardement de l’artillerie et le tir des mitrailleuses.
Au moment d’une des plus fortes attaques allemandes devant Verdun, le 19 juin, le 1er bataillon vient d’être relevé par un bataillon du 54e au bois du Chapitre. L’attaque ennemie réussit à percer devant le 54e RI, prenant avec les défenseurs de ce régiment les commandants de compagnie du 132e qui, victimes de leur devoir, sont restés sans leur troupe, pour passer la consigne de leur secteur.
Par la suite, le 3e bataillon du 132e (commandant Nivelle) est encerclé ; cerné sur ses positions, ce bataillon résiste du 20 au 25 juin avec un admirable courage et ne se replie que sur l’ordre du Commandement.
- Bataille de la Somme (septembre)

le 24 et le 25 septembre, il se porte en ligne et va arrêter l’ennemi sur la ligne Épine de Malassise, ferme du bois Labbé à la route de Péronne-Bouchavesnes. Sa mission est de former une barrière pour fixer l’Allemand sur le pivot de l’immense champ de bataille de la Somme. Il s’agit de creuser des tranchées, de poser des fils de fer et d’organiser un système de défense sous un marmitage effroyable et incessant. L’ennemi s’applique à arrêter, à détruire nos travaux, il cherche à reprendre le terrain en contre-attaquant ; ses efforts sont vains !
Quand le 132e est relevé, le 20 octobre après 20 jours d’occupation, la barrière est constituée, le secteur est organisé au prix de combien de sacrifices, de combien d’efforts !
Le chiffre des pertes est éloquent, la terre remuée, les défenses accessoires placée, les coups de mains entrepris, toutes les contre-attaques brisées en témoignent ! Voir sur la D149, route de Bouchavesnes à Cléry-sur-Somme, un monument rend hommage au soldat Gustave Fumery tué dans le secteur du Bois Madame le 4 octobre 1916.
Mis au repos pendant 15 jours, après les plus flatteurs compliments de ses chefs, le brave régiment revient sur la brèche au commencement de novembre pour continuer son œuvre.
À cette époque le 132e RI suit la 24e brigade à la 56e division. Une période d’instruction recommence du 10 décembre au 13 avril.

#### 1917
- 15 avril : bataille du Chemin des Dames : la Bovette, la Croix-sans-Tête, Ostel (16-18 avril).

La grande offensive connue sous le nom d'offensive Nivelle commence le 16 avril. C'est un sanglant échec qui provoque une grande crise dans l'armée française. Le 15 mai, Nivelle est remplacé par Pétain à la tête des armées françaises.
- 16 avril : Le 132e doit attaquer de la ferme de Metz en direction de la ferme Froidmont, à droite de la 56e DI. Départ pour l’assaut à 6 heures, en première ligne, le 2e bataillon à droite, le 3e bataillon à gauche, le 1er derrière le 2e et le 69e BCP derrière le 3e. Les vagues sortent dans un ordre parfait avec le même calme qu’à la manœuvre. 250 m en 10 minutes pour le 2e bataillon, puis arrêté par les mitrailleuses. La 1re tranchée allemande sur la pente de Guben se défend et interdit la progression. Après le franchissement de la tranchée d’Orsova, première ligne allemande, à 6 heures 10, un crépitement de mitrailleuses part de toutes les directions. Les mitrailleuses ennemies, que n’avaient pas fait taire notre artillerie, accomplissent leur terrible œuvre de mort. Le 2e bataillon est entièrement décimé, le chef de bataillon le commandant Rivals, tous les commandants de compagnie tombent pour ne plus se relever. Les débris de ce bataillon sans chefs se cramponnent néanmoins au terrain. À sa gauche, le 3e bataillon, bien que décimé lui aussi, progresse lentement. Il a fallu relever les épaves du 2e bataillon pendant la nuit par le 1er bataillon[42]. Le 3e bataillon occupe la tranchée de Jassenova, mais lui aussi bloqué devant l’ouvrage von Kluck. Tir trop court des 155, voit les renforts allemands descendre du Chemin des Dames, les Allemands laissent le médecin Clément du bataillon ramasser les blessés. Le 132e reste toute la nuit dans la 1re tranchée allemande : 160 tués (dont 9 officiers), 382 blessés (dont 12 officiers. Témoignage du lieutenant Pochard du 1er bataillon[43].
- 17 avril au soir : L’attaque est reprise. Avides de venger leurs morts, sans souci de leurs terribles pertes, le 3e bataillon à gauche et le 1er bataillon à droite attaquent sans arrêt, entrent dans les boyaux ennemis à la grenade, franchissent les tranchées, et après une série de combats de nuit ininterrompus arrivent au petit jour à s’emparer des Carrières et de la position formidable qui domine toute la vallée.

Le lieutenant-colonel Theron, grièvement blessé, a été remplacé à la tête du régiment par le chef de bataillon Perret commandant le 1er bataillon. 26 officiers dont un chef de bataillon tués et 900 hommes tués ou blessés ont arrosé de leur sang les pentes qui mènent au Chemin des Dames vers la ferme de Froidmont.
- autour du 17 mai : sur le Chemin des Dames, du côté de l’Épine de Chevregny (est de La Royère), où il subit une attaque ce jour-là. Une plaque commémorative dans la chapelle de Cerny pour un soldat du 132e mort le 17 mai.
- 30 mai : Les hommes du 132e RI qui passent en auto-camions à Chéry-Chartreuve vers Coulommiers et le repos, selon le témoignage de Pomiro (49e RI), sont couverts de poussière mais ils n'ont pas l'air fatigués.

#### 1918
- - Somme : Montdidier (27-30 mars)

Les trains qui amènent les régiments de la 56e DI ont pu arriver jusqu’à Breteuil. Le 26 mars au soir, le 132e formant le dernier élément de la Division, débarquait. Les bataillons lancés dans différentes directions, au fur et à mesure de leur arrivée, se trouvaient le 27 à midi : le 1er bataillon à Davenescourt, le 2e à Etelfay, le 3e à Fescamps, sur un front de 15 km, et en arrière d’eux aucune réserve. Débordés de toutes parts, les bataillons de chasseurs à pied, après des combats meurtriers durent se replier derrière des bataillons du 132e.
Le 27 au soir, l’avance allemande continuant devant tout le front, les bataillons du 132e se trouvent bientôt en contact, mais impuissants à tenir un front d’une étendue telle qu’il aurait fallu au moins 4 divisions, l’ordre de repli arrive, se fait pas à pas, en infligeant des pertes à l’assaillant et les 3 bataillons passent l’Avre et le Dom le soir.
Le 28 au point du jour, Montdidier est occupé par l’ennemi. La rive ouest de l’Avre et du Dom est divisée en trois secteurs de défense pour la division ; dans chacun de ces secteurs se trouve en première ligne un bataillon du 132e. Dans le secteur sud, le Lieutenant-Colonel Perret à Royaucourt, a sous ses ordres son 3e bataillon (capitaine de la Haye), quelques cavaliers à pieds et vers 10 heures un bataillon territorial. L’Armée allemande, poussée par son état-major et rendue confiante par ses succès de la veille (ils étaient 7 ou 8 fois plus nombreux), lance ses colonnes vers la ligne Amiens-Paris. Il faut à tout prix arrêter son avance et permettre aux renforts d’arriver. Le moment est propice pour surprendre les colonnes allemandes qui s’avancent avec confiance et les attaquer de front et de flanc. Avec un seul bataillon l’entreprise pourrait paraître téméraire mais la qualité de la troupe et les circonstances centuplent les chances de succès. De fait, le 3e bataillon, suivant les ordres qu’il a reçus, lance deux compagnies contre la tête de colonne qui s’engage sur la route de Mesnil-St-Georges-Le Cardonnois et jette une compagnie sur son flanc gauche à Mesnil. La colonne allemande attaquée avec fureur et bousculée se retire en désordre, laissant une compagnie avec son chef entre les mains du 3e bataillon. Le premier coup est porté. À gauche de ce bataillon, les colonnes allemandes, découvertes par suite de la retraite de celles de gauche, sont arrêtées par une défense héroïque du 1er bataillon et cèdent aux attaques du 2e bataillon à Fontaine sous Montdidier. Le 132e vient de sauver la situation avec un brio qui arrache l’admiration.
Il est cité à l’ordre de l’Armée.
- - Somme : L'Échelle-Saint-Aurin, Camp de César, Roye, Ferme Launoy (8-31 août)

Du 25 au 28 août, retranchée dans une très forte position à Saint-Mard les Triots, l’armée ennemie résiste à 5 attaques. Le 28 août, le 132e relève les troupes de première ligne fatiguées et attaque à son tour. L’ennemi vaincu perd 520 prisonniers, 11 officiers dont un chef de bataillon et un matériel énorme.
Le 29 août, le sous-lieutenant Holstein avec sa section pénètre le premier dans Roye. Comblé de félicitations, le régiment passe en réserve et suit la progression de la division jusqu’au canal du Nord où une formidable défense arrête de nouveau nos troupes de première ligne. Après quelques jours d’essais infructueux, le général de division a recours encore une fois au 132e.
Le 3e bataillon est à droite, le 2e à gauche, le 1er en réserve. On tâte le terrain ; l’entreprise est difficile partout, presque insurmontable. Un brave de la 11e compagnie, le soldat Le Corre, fournit une solution. Avec une audace superbe, il traverse le canal à la nage, escalade la berge opposée, surprend et tue les mitrailleurs et facilite le passage à sa compagnie qui traverse le canal sur des madriers. Le canal est bientôt franchi par tout le régiment, la 11e compagnie se lançant à la poursuite de 200 ou 300 Allemands, pénètre avec eux dans Esmery-Hallon dont elle s’empare après un combat de rue.
Cité à l’ordre de l’Armée pour la seconde fois, cette 2e citation comprend la prise de plusieurs villages, la capture de 520 prisonniers.
- - Aisne : Mont-d'Origny

La mission de la 56e division est d’attaquer Mont-d’Origny, en traversant l’Oise, et de marcher sur Guise. Après la première attaque, le 132e, à gauche du dispositif, atteint ses objectifs et conserve le terrain conquis mais il est obligé d’attendre, dans une position difficile, que l’attaque qui a échoué sur sa droite soit reprise. Pendant 8 jours, cramponné à sa position, il résiste à toutes les attaques ennemies.
Le 8 octobre, une attaque générale réussit enfin et aboutit à la prise de Mont-d’Origny. Alors d’un bond, le 132e s’élance vers Guise après avoir pris un poste de la route qui gênait sa marche. La marche est si rapide, les attaques si violentes que l’ennemi ne peut s’accrocher nulle part au terrain, il est rejeté dans Guise. Une lutte corps à corps, acharnée, s’engage à la ferme de la Motte prise et reprise, puis surtout à la cote 150 qui domine la gare. Le 3e bataillon qui a accompli le plus magnifique effort, finit par rester maître de la position, assurant ainsi le succès de l’attaque de Guise pour les troupes qui devaient nous succéder.
Le 1er et le 2e bataillon ont eux aussi fermé le livre des combats du régiment sur une belle page, où à chaque ligne se trouve l’exemple de l’héroïsme.
Le départ de la région de l’Oise pour la Lorraine a coïncidé avec l’armistice de 1918. La 56e division allait prendre part à une nouvelle offensive en Lorraine, qui devait amener la capitulation de l’Armée allemande. Placée près de Mirecourt au moment de la marche en avant, la division a pénétré une des premières en Alsace.
- 1919

Le 132e RI est relevé les 27 et 28 janvier de sa mission à Rastatt, Après 400 kilomètres de route par un temps très rigoureux, il a fait son entrée à Vitry-le-François, sa garnison provisoire.

### Entre-deux-guerres

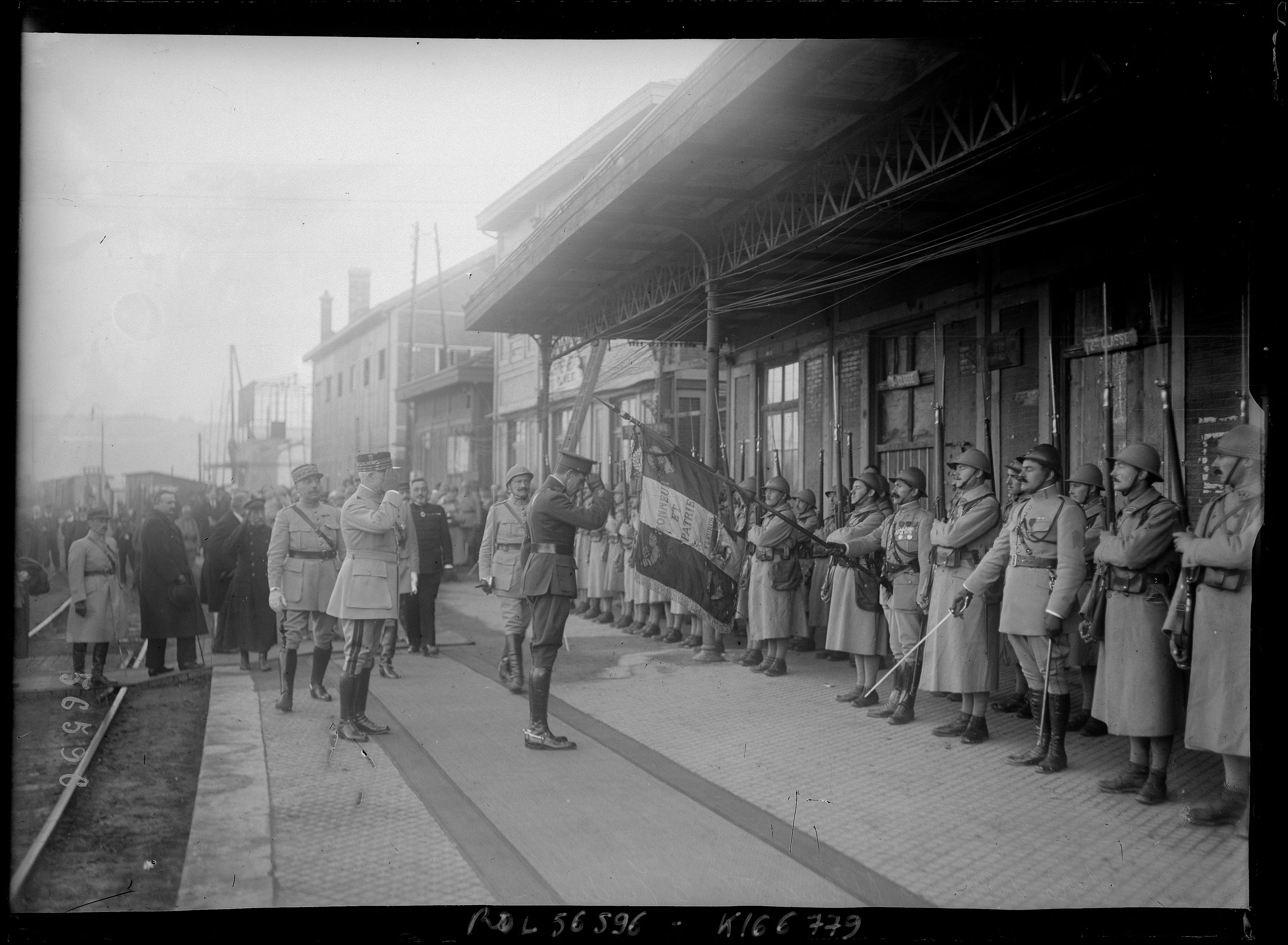
Le accueille à Verdun le roi d'Espagne Alphonse XIII le 22/10/1919.

Le 27 janvier 1919, il rejoint sa garnison provisoire de Vitry-le-François, puis de Reims et de Verdun.
Son comportement pendant la Grande Guerre lui a valu d’avoir le privilège de faire choisir par l’un de ses soldats, le soldat Auguste Thin, dans la citadelle de Verdun, le 10 novembre 1920, le Soldat Inconnu qui repose sous l'Arc de Triomphe, scène évoquée par Bertrand Tavernier dans son film La Vie et rien d'autre.
Huit corps de soldats ayant servi sous l'uniforme français mais qui n'avaient pu être identifiés ont été exhumés dans les huit régions où s'étaient déroulés les combats les plus meurtriers : en Flandres, en Artois, dans la Somme, en Île-de-France, au Chemin des Dames, en Champagne, à Verdun et en Lorraine.

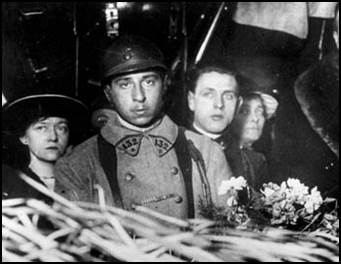
Auguste Thin désignant le soldat inconnu dans la citadelle de Verdun, le 10 novembre 1920

Le 9 novembre 1920, les huit cercueils de chêne ont été transférés à la citadelle de Verdun, dans une casemate où ils ont été plusieurs fois changés de place pour préserver l'anonymat de la provenance de chacun d'entre eux.
Le 10 novembre, les cercueils ont été placés sur deux colonnes de quatre dans une chapelle ardente dont la garde d'honneur fut confiée à une compagnie du 132e régiment d'infanterie.
André Maginot, ministre des Pensions, s'est avancé vers un des jeunes soldats qui assurait la garde d'honneur, Auguste Thin, engagé volontaire de la classe 1919, fils d'un combattant disparu pendant la guerre, pupille de la Nation.
Il lui tendit un bouquet d'œillets blancs et rouges, et lui exposa le principe de la désignation : le cercueil sur lequel ce jeune soldat allait déposer ce bouquet serait transféré à Paris et inhumé sous l'Arc-de-Triomphe. Il me vint une pensée simple. J'appartiens au 6e corps. En additionnant les chiffres de mon régiment, le 132, c'est également le chiffre 6 que je retiens. Ma décision est prise : ce sera le 6e cercueil que je rencontrerai (témoignage d'Auguste Thin).
Partant par la droite, Auguste Thin a fait un tour, puis il a longé les quatre cercueils de droite, a tourné à gauche, est passé devant le 5e et s'est arrêté devant le 6e cercueil sur lequel il a déposé son bouquet et s'est figé au garde-à-vous. Désormais le souvenir de la Première Guerre mondiale associant patriotisme, héroïsation des combats militaires, exaltation de la victoire et deuil collectif sera associé à la tombe du soldat inconnu sous l'Arc-de-Triomphe.
Le 15 octobre 1922, le 132 est dissous et ses traditions gardées par le 106e RI, son frère des Éparges (à la 24e brigade de la 12e DI). En avril 1930, le 106e régiment d'infanterie prend sa place dans ses quartiers à Reims.
Le 25 août 1936, le régiment dérivé du 4e bataillon appartenant au 149e régiment d’infanterie de forteresse du temps de paix est créé, pour constituer la garnison permanente du sous-secteur de Marville. Il n’existe aucun ouvrage de la Commission d'organisation des régions fortifiées (CORF) sur ce sous-secteur. À l’origine, le 132e régiment d’infanterie de forteresse est regroupé à Longuyon, caserne Lamy. Le centre mobilisateur est stationné à Saint-Jean-lès-Marville. Cette installation deviendra définitive le 10 mai 1939.

### Seconde Guerre mondiale
Le 22 août 1939 vers 1 heure du matin, mise sur pied de l’échelon A. L’état-major du régiment s’installe à Grand-Failly. Le régiment de réserve A RIF type Metz Lauter est mis sur pied le 27 août 1939. Région militaire, Centre Mobilisateur d'infanterie, CMI 63 Etain / Longuyon.
À la déclaration de guerre le 3 septembre 1939, le 132e régiment d'infanterie de forteresse occupe le sous-secteur de Marville sur la ligne Maginot.
Le 15 mars, le 132e régiment d’infanterie de forteresse est rattaché au secteur fortifié de Montmédy.
Le 22 juin, tôt le matin, il est mis fin aux hostilités. Le poste de commandement régimentaire et les 3 sections du commandant Rigaud sont faits prisonniers à Viterne.
Ainsi prend fin l'histoire du 132e régiment d'infanterie de forteresse. La guerre n'est pourtant pas finie. De nombreux combattants ont pu échapper au piège et continuer le combat. Durant ces affrontements le drapeau du 132e régiment d'infanterie de forteresse est brûlé au pied de la colline de Sion pour éviter qu'il ne tombe aux mains de l'ennemi.

### De 1945 à nos jours

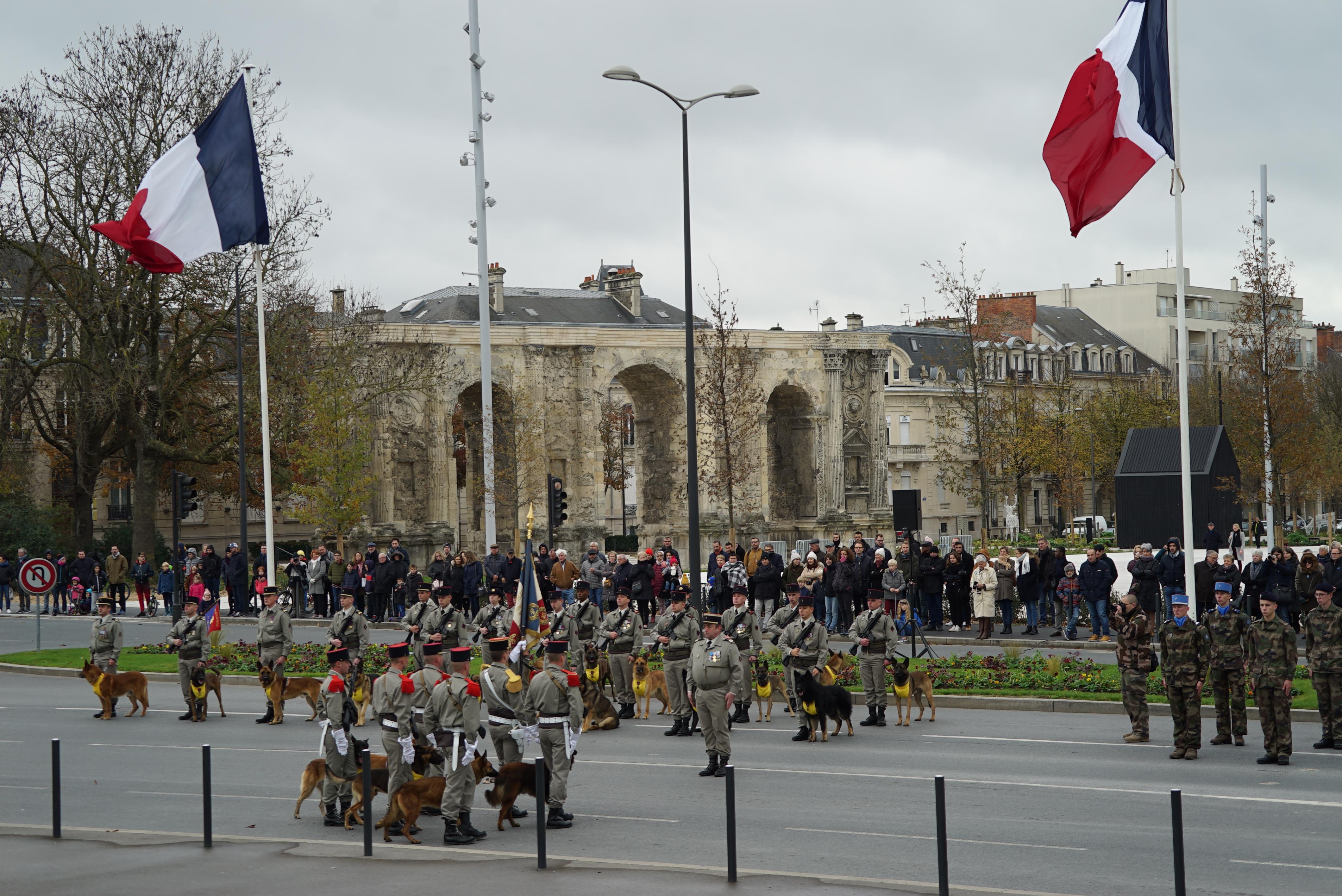
Avec sa garde au drapeau et est équipé du HK416.

Par décision du Ministre de la Défense, le 132e groupe cynophile de l’Armée de terre, issu de la dissolution du Centre d'instruction des formations vétérinaires de Compiègne, du 24e Groupe vétérinaire de Suippes et du 541e Groupe vétérinaire de Tarbes, reçoit le Drapeau et la garde des traditions du 132e régiment d’infanterie.
Le 1er juillet 1977, il s'installe à la ferme impériale du Piémont dans le camp de Mourmelon près de Suippes. Il achète et forme environ 350 chiens de guerre par an depuis les années 2000 et en 2019 dispose du plus grand chenil d'Europe.
Dans les années 2020, le régiment sera intégré dans la Force Scorpion avec l’arrivée du « SERVAL cyno », un blindé dédié qui permettra au personnel d’être totalement intégré dans la manœuvre interarmes.

## Faits d'armes faisant particulièrement honneur au régiment
Il porte, cousues en lettres d'or dans ses plis, les inscriptions suivantes. Ces inscriptions sont déjà celles arrêtées par un BO paru en 1934.
- Fleurus 1794
- Kalish 1813
- Bautzen 1813
- Rosnay (un contre huit) 1814
- Les Éparges 1915
- L'Aisne 1917
- Picardie 1918

- Son drapeau porte aussi la devise "Un contre Huit" après ROSNAY 1814 qui valut au régiment cette devise[4].

## Décorations
Sa cravate est décorée :
- Croix de guerre 1914-1918, palme d'argent avec 2 palmes.
  - 1re citation : mars 1918, Picardie - Montdidier[48]

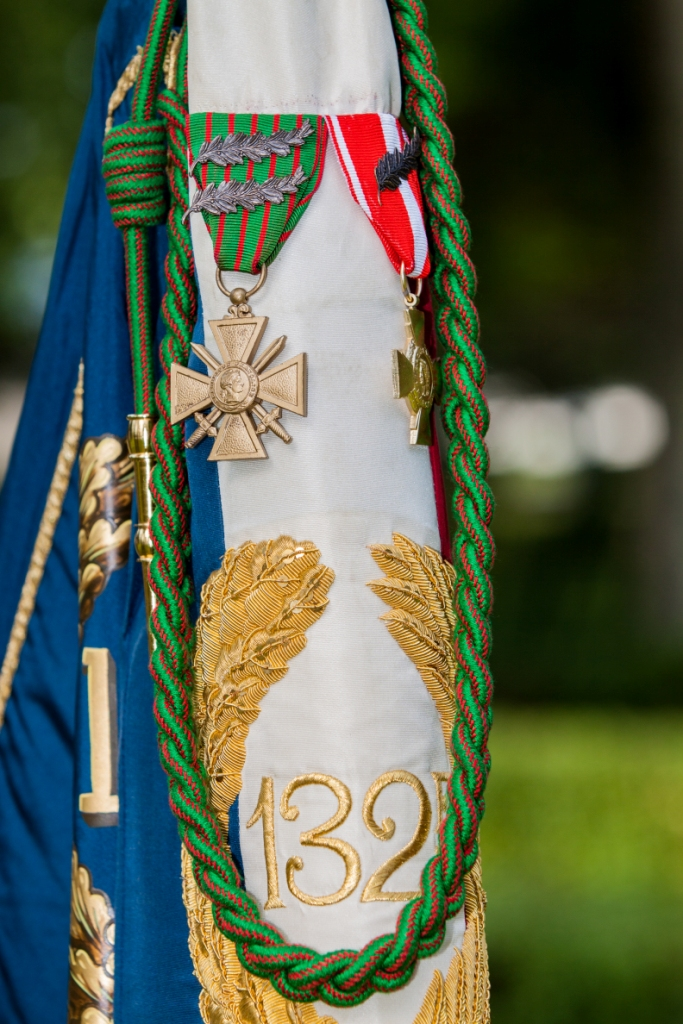
Cravate du drapeau du RI

  - 2e citation : août 1918, Picardie - Roye - prise de plusieurs villages.
- Croix de la Valeur militaire avec palme
- Fourragère aux couleurs du ruban de la : Croix de Guerre 1914-1918.
- Campagnes : Belgique 1794 - Allemagne 1795 - Russie 1812 - Allemagne 1813 - France 1814 - Italie 1814 - Grande Guerre 1914-1918 - France 1939-1940.

## Devise
Un contre huit à la suite de l'honneur que fit l'empereur Napoléon Ier à ce régiment après sa victoire de Rosnay de faire imprimer cette phrase sur le drapeau du régiment.
Fête: 2 février (1814, Rosnay).
Refrain : Le cent trente-deuxième régiment d'infanterie.

## Personnalités ayant servi au132e

### RévolutionetEmpire
- Le baron Jean-François Hennequin[49], né le 3 janvier 1774, à Mont-Marault (Allier), entra au service le 25 août 1792 comme lieutenant dans le 2e bataillon du Cher, devenu 132e et 108e demi-brigade de bataille . Il fit les campagnes de 1792 à l'an IV, aux armées de la Moselle et de Sambre-et-Meuse.

### De 1871 à 1914
- Louis Franchet d'Espèrey, lieutenant-colonel au 132e régiment d'infanterie à Reims en 1903[50]

### Première Guerre mondiale
- Henri Berthelot (1861-1931) y fut officier d'ordonnance.
- André Bénéteau est né le 16 novembre 1890 à Thouars Deux-Sèvres. Affecté dans le Service de Santé pendant la Première Guerre mondiale, il demande à passer dans le Service armé afin de servir plus utilement son pays, et est envoyé dans le secteur de Verdun, au 132e régiment d’infanterie. Le 3 octobre 1915, il ramène, sous un feu violent d’artillerie, un officier observateur grièvement blessé. Il reçoit la Croix de guerre avec palme ainsi que la médaille militaire. Aussitôt la guerre terminée, André Bénéteau est envoyé par le Gouvernement français aux États-Unis, comme à l’université de Philadelphie où il devient professeur puis acquiert le titre de docteur en philosophie et celui de Master of Arts. Il a notamment pour élève la célèbre Margaret Mitchell, l’auteur de Autant en emporte le vent. Il enseigne ensuite les langues romanes à la George Washington University et à la Catholic University of America de Washington D.C., puis exerce la profession de secrétaire de l’attaché militaire auprès de l’ambassade de France aux États-Unis. Chevalier des palmes académiques. En 1938, il est rappelé en France et enseigne au sein d’établissements scolaires catholiques, à Lectoure dans le Gers. André Bénéteau a écrit plusieurs ouvrages dont une Étude sur l’inspiration et l’influence de Paul Verlaine (1927) et l’Escadrille Lafayette (1939. À cela, s’ajoutent de nombreuses histoires et nouvelles, publiées notamment par les journaux français Minerve, France Hebdo, La France, Candide et le journal américain Liberty. André Bénéteau est mort à Lectoure le 28 juillet 1962.
- Léon Chéruy dit Blaise Chéruy 1884 - 1966, religieux de la Province de Paris. Léon-Joseph-Hubert Chéruy naît le 15 février 1884 à Taissy dans la Marne, d'une famille de commerçants, installés par la suite à Reims. Il fait ses études secondaires dans les écoles Apostoliques des Jésuites à Amiens, dans la Somme et à Thieu, près de Mons en Belgique de 1896 à 1902. Il devance l'appel pour faire l'armée (1902-1903). Un pèlerinage à Jérusalem le met en contact avec l'Assomption. Léon prend l'habit à Louvain le 13 décembre 1903 sous le nom de frère Blaise. Il prononce le 6 août 1907 sa profession perpétuelle. Il y est ordonné prêtre le 7 juillet 1912 par Mgr de Wachter. La guerre le ramène en France. Affecté au 132e régiment d'infanterie, il fait campagne de 1914 à 1918, participant à toutes les actions de terrain de son unité, notamment aux Eparges, à Bouchavesnes et à Verdun. Ces quatre années le marquent profondément. Il se comporte au front avec une vaillance héroïque, comme en font foi les trois citations à l'ordre de la Brigade et lors de la remise de la Médaille militaire (1933). Brancardier-prêtre, il contribue à l'évacuation des nombreux blessés et participe à l'identification des morts dont la reconnaissance permet une inscription sur leur tombe. Il conserve sur lui hosties consacrées et huiles saintes pour être prêt aux secours religieux. Démobilisé en 1919, le P. Blaise fait partie du premier contingent envoyé en renfort par le P. Maubon au Chili : il y est vicaire à Talcahuano, à Valparaíso et à Concepción. En poste à Arras (1924-1923), à Paris, quai de Javel (1925-1926), à Longjumeau (1926-1928), à Le Bizet (1928-1930), à Lille (1930-1931). Puis dans la Marne : Montmirail, Vauchamps, Fromentières (1931 à 1940) et Verdelot (1940-1949. De 1949 à 1951, il revient à Paris quai de javel. Il meurt le 4 août 1966. Il est inhumé au cimetière du Montparnasse.
- Frédéric Chevillon, député de Marseille[51], Maire d'Allauch[52], né le 12 janvier 1879, mort aux Éparges le 21 février 1915[53]. Le député-maire d'Allauch, Frédéric Chevillon va sortir de la tranchée en février 1915 en criant, « Vous allez voir comment on meurt dans le 15e corps ». Il sera tué[54],[55]. C’était le cinquième député français mort pour la patrie mais sa disparition eût un retentissement national. La mort de Frédéric Chevillon a eu pour effet de retourner totalement l’opinion publique en faveur des combattants méridionaux. Millerand, ministre de la Guerre et Deschanel, Président de la Chambre, ont d’ailleurs en cette occasion solennellement réhabilité le 15e corps d'armée à travers le sacrifice du jeune Député-Maire.
- André Gustave Engel : Ancien élève d’HEC[56]. Secrétaire général de la filiale Marocaine de la SEITA. Sous-lieutenant au 132e RI, mort pour la France le 6 mars 1915 à Verdun. Cité à l'Ordre de la division. Chevalier de la Légion d'honneur à titre posthume : « A été grièvement blessé en s'élançant bravement à la tête de sa section à l'assaut des tranchées ennemies et sous un feu des plus meurtriers blessé le 21 février »[57].
- Charles Godefroy.
- René Guilloux né à Paris, le 30 mars 1889, Prêtre du Sacré-Cœur de Jésus, docteur en théologie et en philosophie, professeur à Buenos Aires. Brancardier-aumônier bénévole au 132e RI. Tué d'une balle au cœur, à la butte de Soauin le 27 septembre 1915, alors qu'il soignait un blessé. Médaille militaire[58].
- Pierre Labric, journaliste sportif et maire de la Commune libre du Vieux Montmartre.
- Robert Marchal (1890-1914), poète, sous-lieutenant tué à Septsarges le 1er septembre 1914. Son nom est inscrit au Panthéon dans la liste des 560 écrivains morts pour la France.
- Félix de Pachtère (1881-1916), archéologue et professeur d'histoire, sergent au régiment de la mobilisation à mars 1915. Son nom est inscrit au Panthéon parmi les 560 écrivains morts au combat pendant la Première Guerre mondiale.
- Maurice Rondeaux, artiste peintre de Châlons sur Marne.
- Marcel Simonin (1893-1968), né à Fère-en-Tardenois (Aisne) le 20 avril 1893, décédé à Reims, 10, rue Ernest-Renan, le 18 août 1968. Marcel Émile Gabriel Simonin, conseiller commercial, s’illustra durant la guerre 1914-1918 dans les rangs du 132e RI auquel il fut incorporé comme simple soldat. Il y termina la guerre comme capitaine. Président départemental de l’Union nationale des combattants, il se passionna pour le sport et se vit confier la vice-présidence générale de la Ligue du Nord-Est de football. Au cours de la Seconde Guerre mondiale, il fut à nouveau mobilisé et promu lieutenant-colonel. Croix de guerre avec palmes, il fut promu commandeur de la Légion d’honneur en 1956. Il épousa Marie Marguerite Deligne (1899-1956) et repose au Cimetière de l’Avenue de Laon à Reims. Camille Antoine Sabattier capitaine et Commandant du 132e RI prend position à la défense d'Arrancy sur Crusne (Meuse) mais y perdit la vie avec 30 de ses hommes. Le 25 août 1914. Un mémorial est au cimetière militaire d'Arrancy sur Crusne (Meuse) tous mentionnés sur une stèle. Le Commandant et ses hommes y reposent en paix.

## Le régiment de nos jours
- Le 132e régiment d'infanterie cynotechnique[59]  est aujourd'hui implanté à Suippes. Il fait partie de la brigade du génie d'Angers.

### Ordre de bataille
Il comprend quatre compagnies en 2019 avant sa transformation en régiment :
- deux compagnies cynotechniques d'intervention dont deux étaient délocalisées, la 2e et la 3e compagnie cynotechnique d'intervention (CCI) :
  - une à Saint-Christol et qui a rejoint la ferme de Piémont à Suippes en juillet 2006
  - une à Biscarrosse et qui a rejoint la ferme de Piémont à Suippes en juillet 2007
- une compagnie spécialisée dans la recherche et la détection d’explosifs[60], la 2e CRDE.
- une compagnie de commandement et de logistique, qui assure le soutien des activités du régiment (préparation opérationnelle, maintenance et logistique, gestion des ressources humaines), qui assure les achats de chiens et la gestion du cheptel canin, et qui contribue à la protection d'établissements du service interarmées des munitions en métropole.

La compagnie de formation et de soutien canin qui était présente à la ferme de Piémont à Suippes a été dissoute en juin 2007 pour former le centre de formation cynotechnique rattaché au 17e groupe d'artillerie à Biscarrosse.

### Missions
Il est la seule formation des Forces Terrestres dédiée à la cynotechnie. Ses missions sont les suivantes :
- acheter les chiens pour les trois armées (environ 350 chiens achetés par an)
- fournir un appui cynotechnique au combat débarqué sur les théâtres d'opérations extérieures comme pour les opérations intérieures
- contribuer à la protection des établissements du Service Interarmées des Munitions
- fournir un appui cynotechnique aux forces spéciales

À ce titre il est présent simultanément sur tous les théâtres d'opérations où sont déployés des forces françaises.

### Partenariats
Le 132e RIC entretient des relations avec:
- la ville de Reims, sa ville de garnison historique avec laquelle il est jumelé[61]
- l'institut Nicolas Barré d'Armentières (stages professionnels de jeunes étudiants)[62]
- la Société centrale canine
- le 1st Military working dog regiment (en) (North Luffenham) de l'Armée de terre britannique
- l'unité cynologique interforces de l'armée belge
- la Schule für Diensthundewesen der Bundeswehr (Ulmen) de l'Armée de terre allemande

Chaque compagnie est jumelée avec une commune des environs de Suippes:
- la compagnie de commandement de la logistique avec Sainte-Menehould
- la 1re compagnie cynotechnique d'intervention avec Hautvillers
- la 2e compagnie de recherche et de détection d'explosifs avec Saint-Hilaire le Grand
- la 3e compagnie cynotechnique d'intervention avec Rosnay-l'Hôpital[63]